# Swahili
Cet article concerne le swahili dans son ensemble. Pour la variété standardisée et adoptée comme langue nationale en Tanzanie, au Kenya et en Ouganda, voir Kiswahili. Pour le peuple swahilien, voir Swahilis.
Le swahili, ou plus précisément les langues swahilies ou parfois souahélies, est un groupe de langues bantoues créoles aux fortes origines et apports sémitiques, notamment de l'arabe parlé en Afrique de l'Est. Ces langues possèdent des caractéristiques communes et surtout, un vocabulaire commun qui permet à un de leurs locuteurs de se faire plus ou moins comprendre des divers locuteurs de ce groupement de langues. Cependant, on ne peut pas parler d'intercompréhension pour toutes ces formes tant la variété linguistique est grande.
Parmi ces langues, la plus parlée d'Afrique subsaharienne est le kiswahili qui sert de langue véhiculaire dans une vaste région d'Afrique de l'Est. Elle a été adoptée comme langue nationale au Kenya, au Congo Kinshasa et en Ouganda, et comme langue officielle de facto en Tanzanie. Comparé aux langues vernaculaires du groupe swahili, le kiswahili présente des traces de créolisation, ainsi que de nombreux emprunts, notamment à la langue arabe.

Langues swahilies

Zone des langues swahilies

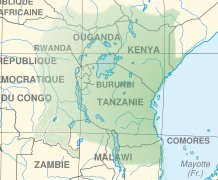
Zone des langues swahilies

## Histoire

### Origine
Le terme « swahili » viendrait du pluriel du mot arabe ساحل (sahel) : سواحل (sawahil) qui signifie « côte », « rivage » ou « frontière », le i final provenant de l'adaptation de la racine arabe à la phonologie bantoue de la langue swahilie.
L'apparition de la langue-ancêtre des langues swahilies, le proto-swahili, n'est pas définitivement identifiée. Sa compréhension varie en fonction de la progression de la recherche et, parfois, de considérations politiques,.
Le Périple de la mer Érythrée, un document du IIe siècle apr. J.-C., précise que les marchands qui visitaient à la fois l'Afrique de l'Est et le sud-est de la péninsule arabe parlaient la même langue et y contractaient des mariages. Cela indique l'existence d'une langue véhiculaire à l'époque mais pas forcément qu'il s'agissait de swahili dans un état très ancien. L'hypothèse n'est pas exclue non plus et l'on ne peut pas décider faute de source supplémentaire.
Le kingozi était probablement la langue de la « confédération ou sultanat d'Ozi »[source insuffisante] situé aux environs de l'embouchure du fleuve Tana entre le XVe et le XVIe siècle apr. J.-C. et dont les principaux sites sont abandonnés au XVIIe siècle. Il est considéré ultérieurement comme un dialecte littéraire, utilisé entre Malindi et l'archipel de Lamu, visant à l'archaïsme et très en vogue aux XVIIIe et XIXe siècles apr. J.-C. dans l'écriture de poésies en langue swahilie écrites avec l'alphabet arabe. Son prestige est tel chez certains auteurs qu'il est considéré comme l'ancêtre du swahili. La datation du kingozi le fait remonter au XVe siècle apr. J.-C. Cela exclut que le kingozi soit le proto-swahili, c'est-à-dire la matrice commune à toutes les langues swahilies, car le proto-swahili est nettement plus ancien. De plus, historiquement, la confédération des cités-États d'Ozi a connu des guerres avec la ville de Pate de l'archipel de Lamu. Cette dernière possède son propre dialecte du swahili, le kipate. Le kingozi n'est pas l'ancêtre du kipate et tous deux auraient un ancêtre hypothétique commun nommé « proto-swahili ».
L'état actuel des connaissances scientifiques, en utilisant des méthodes de linguistique historique et comparative recoupées avec les données de l'archéologie, situe l'apparition du proto-swahili entre le VIIIe et le IXe siècle apr. J.-C. dans une région du littoral de l'océan Indien qui correspond à la frontière actuelle du Kenya et de la Somalie. Le site archéologique de Shungwaya, près de l'actuelle frontière somalo-kényane (au Kenya) est proposé comme hypothèse de localisation.
Les commerçants musulmans de la côte ont diffusé la langue swahilie vers l’intérieur du continent, le long des pistes marchandes et esclavagistes où elle a servi de langue véhiculaire. Au cours des siècles, elle s’est diversifiée selon les pays et dans les différentes îles au large des côtes kényanes et tanzaniennes. Entre les XVe et XVIIe siècles, bon nombre de dialectes swahilis ont incorporé des mots portugais. Ces langues multiples ne sont alors, sur le continent, que rarement langues maternelles (1 % en Tanzanie dans les années 1950), mais sont largement utilisées en tant que langues véhiculaires, pour commercer ou pour voyager.

### Diffusion
C'est au XIXe siècle que la pratique de ces langues s'est largement déplacée vers l'intérieur du continent : au Kenya, en Ouganda, au Rwanda, au Burundi, dans l'actuelle république démocratique du Congo (Ex-Zaïre) et le Sud de la Centrafrique. Les missionnaires s'en servaient pour prêcher. Les autorités coloniales, à partir de 1930, par l'intermédiaire du Comité sur la langue territoriale, ont alors cherché à standardiser ces langues. La standardisation a continué à être menée pour produire le swahili qui finit par s'imposer comme langue vernaculaire, puis comme langue officielle dans plusieurs pays.
Le swahili dispose d’une littérature écrite depuis plusieurs siècles (à l’origine en caractères arabes et, depuis la fin du XIXe siècle, en caractères latins). La plus ancienne composition connue écrite en kiswahili, un poème intitulé Kumsifu Yanga (« Ode à la femme arabe »), remonte au XVIe siècle. Il existe des poèmes rédigés dans l'archipel de Lamu datant probablement du milieu du XVIIe siècle, mais dont il ne subsiste que des copies plus tardives. D'anciens manuscrits originaux rédigés en swahili datent de 1711 ; il s'agit de lettres rédigées sur l'île de Kilwa et conservées dans les archives de l'empire portugais (Historical Archives of Goa, Inde).

## Évolution
Plus récemment certains dialectes se sont métissés de nouveau avec d’autres langues africaines ou européennes. Ces langues issues de la culture swahilie évoluent donc différemment :
- le kiswahili en absorbant du vocabulaire anglais et arabe, mais aussi du portugais (comme meza, punyeto) et un peu d'allemand (shule, hela) ou de hindi (gari, rangi). Arvi Hurskainen propose une étude des mots d’emprunt dans une large sélection de textes swahilis de différentes époques et de natures diverses. L’étude permet de revoir à la baisse l’impact global de l’arabe et de constater une légère augmentation de l’impact global de l’anglais. Les autres dialectes swahilis de Tanzanie et du Kenya disparaissent au profit de ce swahili standardisé ;
- le sheng (contraction des mots « SwaHili » et « ENGlish ») du Kenya qui est un mélange d'anglais, de swahili et de la langue locale (kikuyu, luo, etc.) ;
- le swahili du Congo-Kinshasa (kingwana) ;
- Dans l'archipel des Comores quatre variantes correspondant aux quatre îles de l'archipel des Comores : mahorais, mohélien, anjouanais et grand comorien. Dans l’archipel des Comores les langues se seraient différenciées du swahili de la côte Est-africaine à partir du XIe siècle ; la distinction entre les langues des îles de la côte tanzanienne et les langues comoriennes n'a réellement été identifiée qu'au début de ce siècle. Aujourd'hui la différence s'accentue car ces langues absorbent des formulations et du vocabulaire français et malgache. Par exemple, la plupart des locuteurs comoriens ne savent que les dix premiers nombres en swahili. Les langues parlées à Anjouan et à Mayotte sont très proches mais différentes de celles parlées à Mohéli et à la Grande Comore.
- Exemples de phrase simple — « je travaille » : « ngamfanyo hazi » (grand comorien) ; « nisifanya hazi » (shimaore); « ninafanya kazi » (kiswahili).

## Caractéristiques
Dans leur structure et leur vocabulaire, les dialectes swahilis sont différents des autres langues bantoues mais partagent avec ces dernières plus de points communs qu'avec leurs autres langues d'origine, surtout l'arabe et un peu de persan et de langues indiennes. On estime à 40 % la part des mots d'origine arabe dans ces langues. Toutefois les linguistes admettent que l'influence du lexique arabe est relativement récente, l'essentiel de l'apport datant de la fin de l'époque moderne et du XIXe siècle[réf. nécessaire].
Les langues swahilies, comme les autres langues bantoues, utilisent des classes de noms, on compte 14 classes nominales (7 si l’on regroupe les classes des noms singuliers et leurs pluriels) et une pour les verbes infinitifs, c’est-à-dire 15 des 22 classes recensées dans toutes les langues bantoues.
Le verbe swahili est composé d'une racine à laquelle on ajoute le plus souvent un ou plusieurs affixes pour indiquer, notamment, le temps, la personne, la voix où il se trouve et même, le cas échéant, le fait qu'il fasse partie d'une subordonnée (alors que les langues indo-européennes recourent généralement à une conjonction).

## Dialectes

### Les différents dialectes
Le kiunguja, le dialecte swahili de Zanzibar, est l'un des fondements historiques de la variété standard du swahili ou kiswahili, langue officielle de nombreux pays d'Afrique de l'Est. En fait le swahili regroupe plus d'une cinquantaine de dialectes ou parlers classés du Nord au Sud :
- chimwiini, parlé à Brava, port maritime situé dans le sud-est de la Somalie ;
- kitikuu (synonyme de kigunya) parlé sur toute l'île de Rasini à l'exception des villes de Pate et Siu qui ont leurs propres dialectes. Le kitikuu s'étend sur tout le littoral du Nord du Kenya jusqu'à Kismayo en Somalie.
- Le groupe de Lamu[10] : Ce groupe fournit la base linguistique des plus anciennes productions littéraires (à partir du XVIe siècle mais avec une masse considérable de documents pour le XIXe siècle)[11] qui nous soient parvenues en swahili écrit en caractères arabes (kiajemi). Il comprend quatre dialectes :
  - kiamu[12], parlé autour de l'archipel de Lamu et sur le littoral adjacent jusqu'à Malindi où il comporte un sous-dialecte, le kimalindi.
  - kipate, parlé dans la ville de Pate;
  - kisiu, parlé dans la ville de Siu;
  - kingozi ou kiozi (éteint), présent sous la forme de vestiges lexicaux et grammaticaux dans le corpus poétique du groupe de Lamu. Il a fourni une contribution majeure au répertoire poétique à disposition des compositeurs anciens et contemporains. Le statut du kingozi est brouillé dans la littérature académique. Pour les uns, il s'agit de la langue de l'ancienne ville d'Ozi située à l'embouchure du fleuve Tana[4] qui devient, au XVIIIe siècle, une koinè de l'Afrique centrale, orientale et des îles de l'océan Indien[13] dont les Comores. Cette civilisation florissante aurait livré les premiers textes swahilis[14]. Le kingozi pourrait être même la langue ancêtre[15],[16] de tous les dialectes swahilis contemporains ou proto-swahili. Pour les autres, il s'agit d'un artefact[17] purement littéraire et arcane qui utiliserait des tournures archaïsantes et des mots rares empruntés aux différents dialectes du groupe de Lamu, mais aussi des dialectes swahilis du Nord et des langues bantoues voisines dont le mjikenda, le pokomo et le chagga. Ceci expliquerait que le kingozi est hétérogène au plan lexical et morphologique. Toutefois, le kingozi est considéré, dans la classification des langues bantoues contemporaines, comme un dialecte éteint situé au même niveau généalogique[10] que le kiamu, le kipate et le kisiu dans le groupe de Lamu. En 1987, Reinhard Klein-Arendt[18] a analysé linguistiquement à l'aide d'un ordinateur un corpus numérique constitué de l'intégralité des manuscrits réputés écrits en kingozi. Il faut souligner qu'il dispose alors de manuscrits inconnus du R.P. Charles Sacleux au début du XXe siècle apr. J.-C. Son analyse confirmerait, selon lui, l'existence d'un état ancien de la langue swahilie dans les textes, probablement daté du XVIe siècle apr. J.-C. C'est cet état qui pourrait correspondre au kingozi parlé dans la ville d'Ozi. Mais ce n'est pas la conclusion principale de l'étude scientifique du kingozi réalisée par Klein-Arendt. En effet, il ressort que la majorité du corpus « kingozi » est écrite en kiamu ! Les positions du Sheikh Nabahany et du R.P. Sacleux seraient donc vraies simultanément et complémentaires :

« (sw) Kiswahili ni lugha miongoni mwa lugha za Kibantu. Tamko hili la Kiswahili linatokana na lugha ya Kiarabu nalo ni sahil maana yake Pwani au Mwambao Je, jina hili ambalo limetokana na lugha ya Kiarabu, wao wenyewe Wa-Bantu walikuwa hawana jina la kujiita katika lugha yao? Jawabu laa! Lilikuwepo, nalo ni Wangozi na lugha yao Kingozi [...] lugha ya Kiswahili cha zamani kinajulikana kwa jina la Kingozi na washairi wengi walijua jina hili kuitwa tungo za zamani zimeandikwa kwa Kingozi.
(fr) Le Kiswahili fait partie des langues bantu. Cette dénomination de swahili vient de l'arabe sahil qui veut dire côte ou rivage. Mais alors, ce nom est venu de l'arabe, est-ce à dire que les Bantu eux-mêmes n'avaient pas un nom pour s'appeler dans leur langue ? La réponse est non ! Il y en avait un et c'était les Wangozi et leur langue le Kingozi [...] l'ancienne langue swahili est connue sous le nom de Kingozi et de nombreux poètes connaissaient ce nom; les compositions anciennes ont été écrites en Kingozi. »

— Ahmed Sheikh Nabhany, Mapisi ya Kiswahili (1995)

« Ce qu'on appelle le Ki-ngozi est un dialecte poétique et arcane, exclusivement littéraire, réservé à certaines poésies, à des sentences sibyllines et à quelques proverbes. Ce n'est pas un langage parlé; ce n'est pas même une variété dialectale bien tranchée, attendu que le Kingozi varie considérablement d'un auteur à l'autre. C'est en réalité une forme libre, qui vise au purisme et à l'archaïsme, puisant pour cela dans les dialectes réputés les plus fidèles à l'état primitif delà langue, en première ligne le Kigunya, secondairement le Kiamu et le Kimvita. »

— R.P. Charles Sacleux, Grammaire des dialectes swahili (1909)
- kimvita, parlé autour de Mombasa. Historiquement le dialecte le plus important après le kiunguja ;
- sheng, un argot swahili-anglais né dans la région de Nairobi.
- kingwana, ou « swahili de Copperbelt », parlé en République démocratique du Congo, et plus particulièrement au Sud ;
- kimrima, parlé autour de Pangani, Vanga, Dar es Salaam, Rufiji, Mafia,
- kiunguja, parlé à Zanzibar et ses environs (Kiunguja dérive de Unguja, l'île principale);
- kipemba, parlé à Pemba ;
- kimgao (éteint), parlé autour du district de Kilwa et au sud ;
- kimwani, parlé dans l'île de Kerimba et au nord du Mozambique.

| Français        | Kiswahili | Anjouanais (ShiNdzuani) | Kingwana | Arabe   |
| --------------- | --------- | ----------------------- | -------- | ------- |
| eau             | maji      | maji                    | mayi     | mâ'a    |
| attention       | hatari    | hatwari                 | atari    | hadhari |
| lion            | simba     | simba                   | simba    | assad   |
| chercher        | kutafuta  | utafiti (étudier)       | kutafuta | bahth   |
| nourriture      | chakula   | shahula                 | shakula  | akl     |
| froid           | baridi    | baridi                  | baridi   | barid   |
| s’il vous plaît | tafadhali | tafadhali               | tafadali | tafadal |

### Cas des langues comoriennes
Les langues comoriennes, c'est-à-dire le mahorais (Mayotte), l'anjouanais (Anjouan), le mohélien (Moheli) et le grand comorien (Grande Comore) ont longtemps été considérées comme des dialectes du Swahili, et le sont encore pour certaines personnes. Les langues comoriennes sont étiquetées G 44 dans la classification de Guthrie, le swahili ayant l'étiquette G 40. On avance comme argument que les langues ont des éléments de grammaire comparables et que les vocabulaires des langues comoriennes ont une forte proportion de swahili.
L'argument du vocabulaire doit être beaucoup plus nuancé. Tout d'abord on retrouve en mahorais et le anjouanais par exemple des mots qui appartiennent à un fond bantu, comme le verbe ulawa, sortir, commun avec le kisagara par exemple (Monts Usagara, Kilosa, Morogoro, Tz), qui se dit pourtant kutoka en swahili. Le mot nyama, la viande, se dit de la même façon en kisagara mais aussi en isiZulu (Afrique du Sud)inyama. Le verbe manger se dit de la même façon dans la plupart des langues, du Cameroun (en Maka lɘ) en passant par le Congo (en lingala nalíya), le Malawi (en chichewa kudya), jusqu'en Afrique du Sud (isiZulu -ndlele, seSotho ho j'a). Cela inclut toutes les langues en Tanzanie, dont bien sûr le swahili kula. Le shimaore et le Shindzuani emploient le mot ula ou dans quelques villages uya, et le shingazidja hula. La maison, nyumba en swahili et en Shindzuani, sera ɗago en shimaore et en Shindzuani, de cette racine qui donne nɟaw en maka, ndako en lingala, ndago en kifipa (Est de la Tanzanie), indlu en isiZulu, etc..
Pendant la période des sultans aux Comores les Comoriens ont dû inclure nombre de termes qui représentaient de nouveaux concepts, venus du monde arabe : Mahakama, le tribunal (de l'arabe حكم), waziri le ministre (وزر), tafadhali (تفظل) s'il te plaît (qui se dit je quémande, naomba ou nisisomba avec l'action ou l'objet demandés), kanuni la loi (قنون) comme l'ont fait les Swahili. Les noms d'animaux africains viennent du swahili, comme le lion simba ou ndovu l'éléphant (qui se dit aussi tembo mais ndovu se retrouve en isiSwati par exemple) puisqu'on ne les trouve pas sur ces îles. Mais les makis ont un nom propre aux langues comoriennes, komba, et ce nom n'a aucune équivalence en swahili puisque ces lémuriens ne vivent qu'à Madagascar et aux Comores.
La majorité des langues bantoues étant agglutinantes, cela ne constitue donc pas une preuve que les langues comoriennes viennent du swahili. Le suffixe de la forme réciproque -ana, par exemple, se retrouve dans les langues citées plus haut, du Congo à l'Afrique du Sud. Enfin le système des classes est propre à de très nombreuses langues africaines, même assez éloignées des langues bantu (voir le fulfulde Pullo/Fulɓε, nagge/nay la vache, debbo/worɓε la femme ou le wolof goor ko ak jigeen ji l'homme et la femme).
Une langue, cependant, n'est pas définie par rapport à son vocabulaire. En Sierra Leone le pidjin English a quasiment tous ses mots dérivés de l'anglais mais la grammaire est nettement une grammaire de langue nigéro-congolaise :
Yu no sit de top mi bag      Don't seat on my bag.
Même remarque en bishlama : Yu laykem de fud blong mi?       Do you like my food? (blong = belong).
Dans le cas des langues comoriennes les grammaires ont des constructions semblables, étant bantoues, mais peuvent présenter de grosses différences avec le swahili dans la construction :
Nimeiona gari / Niliiona gari J'ai vu la voiture (swahili)
Tsiono gari (shindzuani, shimaore et shingazidja).
Dans cet exemple on voit que pour le passé le swahili propose deux temps, selon que l'action est accomplie ou inaccomplie, là où les langues comoriennes n'en proposent qu'un. L'article défini est nettement exprimé aux Comores comme un préfixe de classe devant le nom, et est exprimé autrement en swahili, comme un infixe complément d'objet. Ce sont des constructions grammaticales de ce genre qui définissent les langues comoriennes comme des langues ayant une autre origine que le swahili, et n'en sont en aucune façon des dialectes. La base du Shindzuani et du shimaore serait celle du kimakua, peuple établi au Mozambique.

## Écritures

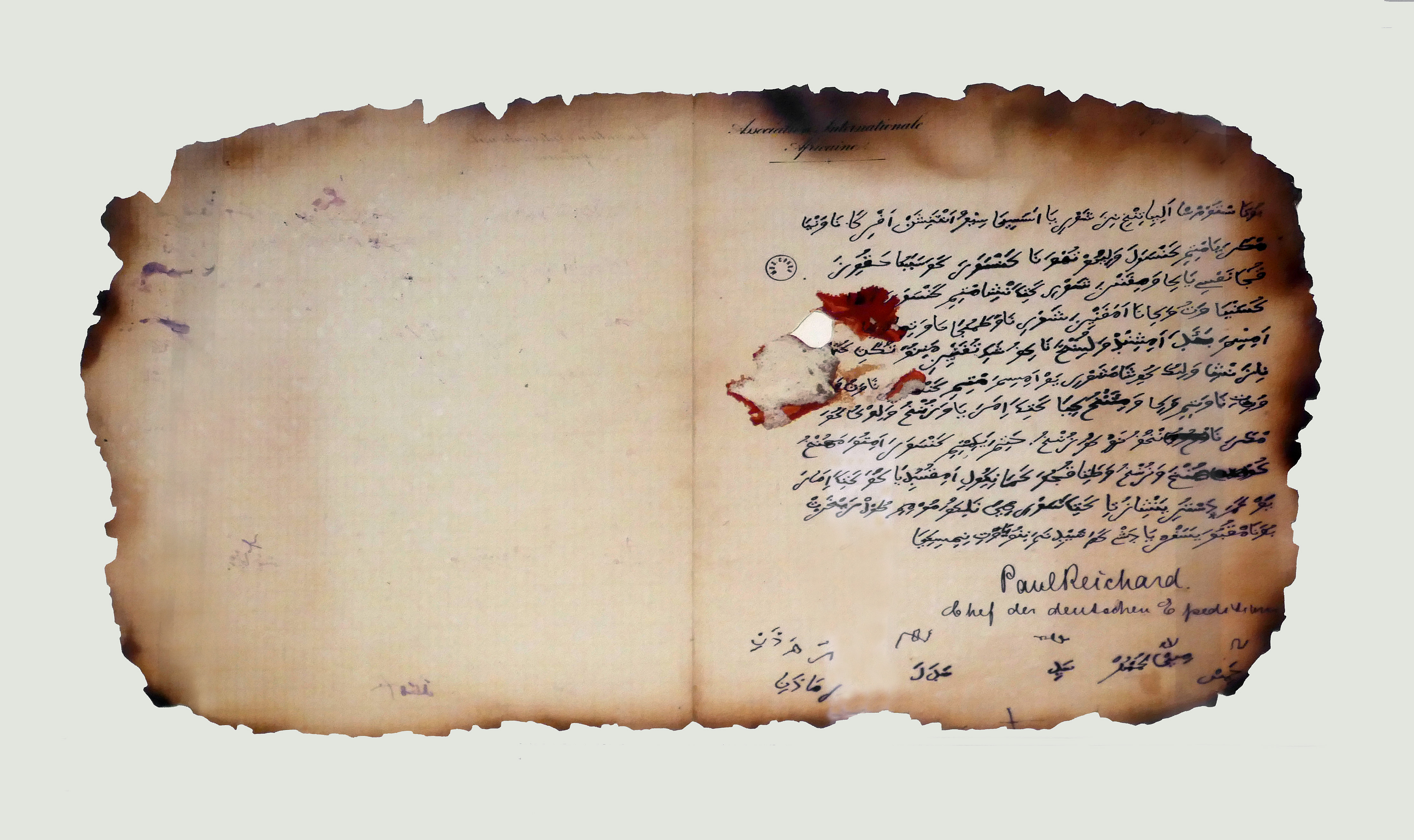
Manuscrit swahili en caractères arabes adaptés (avant 1880).

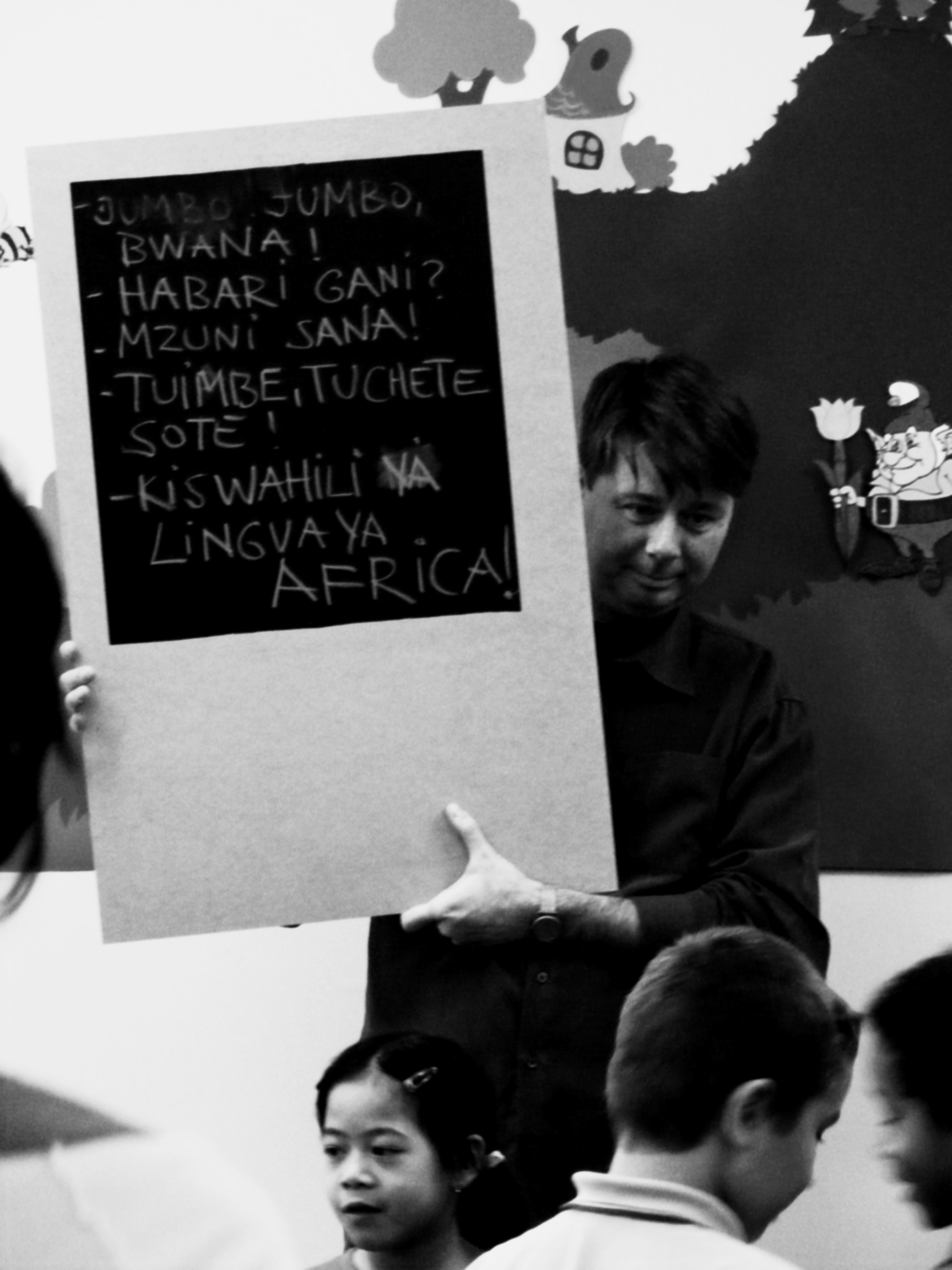
Enseignement du swahili avec un alphabet latin (2018).

Le swahili est aujourd’hui écrit avec un alphabet latin standardisé par le comité d’Afrique de l’est du swahili dans les années 1930. Cet alphabet est une écriture défective et ne représente pas toutes les différences entre les phonèmes, mais ces différences sont néanmoins absentes dans certains dialectes.
Le swahili a aussi été écrit avec l’alphabet arabe.

## Prononciation

### Consonnes
|            |            | Bilabial | Bilabial | Labio- dental | Labio- dental | Dental | Dental | Alvéolaire | Alvéolaire | Post- alvéolaire | Post- alvéolaire | Palatal | Palatal | Vélaire | Vélaire | Labio- vélaire | Labio- vélaire | Glottal | Glottal |
| ---------- | ---------- | -------- | -------- | ------------- | ------------- | ------ | ------ | ---------- | ---------- | ---------------- | ---------------- | ------- | ------- | ------- | ------- | -------------- | -------------- | ------- | ------- |
| Nasales    | Nasales    | m        | m        |               |               |        |        | n          | n          |                  |                  | ɲ       | ny      | ŋ       | ng'     |                |                |         |         |
| Occlusives | sourdes    | p        | p        |               |               |        |        | t          | t          |                  |                  |         |         | k       | k       |                |                |         |         |
| Occlusives | voisées    | b        | b        |               |               |        |        | d          | d          |                  |                  | ɟ       | j       | ɡ       | g       |                |                |         |         |
| Affriquées | Affriquées |          |          |               |               |        |        |            |            | t͡ʃ               | ch               |         |         |         |         |                |                |         |         |
| Fricatives | sourdes    |          |          | f             | f             | θ      | th     | s          | s          | ʃ                | sh               |         |         | x       | kh      |                |                | h       | h       |
| Fricatives | voisées    |          |          | v             | v             | ð      | dh     | z          | z          |                  |                  |         |         | ɣ       | gh      |                |                |         |         |
| Spirantes  | centrales  |          |          |               |               |        |        |            |            | j                | y                |         |         |         |         | w              | w              |         |         |
| Spirantes  | lattérales |          |          |               |               |        |        | l          | l          |                  |                  |         |         |         |         |                |                |         |         |
| Roulées    | Roulées    |          |          |               |               |        |        | r          | r          |                  |                  |         |         |         |         |                |                |         |         |

Les fricatives dentales, dh et th sont en fait très peu employées sauf à Zanzibar ou par certains journalistes à la radio ou à la télévision. Elles sont prononcées respectivement z et s, et les prononcer fait paraître pédant :
Tafazali (tafadhali s'il te plaît), zahabu (dhahabu l'or), feza (fedha l'argent), kuzarau (kudharau mépriser); mesali (methali le proverbe), kurisi (kurithi hériter), samani (thamani la valeur), etc.
Le même phénomène se retrouve avec les fricatives vélaires gh et kh, comme ghali prononcé gali (cher), magharibi prononcé magaribi (l'ouest) ou kheri devenu heri au fil des ans, comme dans Kwa heri ou Heri la mwaka mpya, Bonne année.
Lugha, la langue, kilugha, le dialecte sont ainsi prononcés [luga] et [kiluga] comme on l'entend dans la vidéo ci-contre : Mimi nazumgumza kiswahili kama lugha [luga] ya kwanza, je parle swahili comme ma première langue.
La spirante post-alvéolaire j, notée ɟ en API est entre le j mouillé et le dy, comme en wolof jigeen. Mais dans l'ouest les locuteurs le prononcent dj comme dans John.
La nasale vélaire ŋ, écrite en swahili ng' présente peu de difficultés pour les Anglophones qui l'ont dans les mots comme king, singer : ng'ombe la vache, kung'oa arracher, kung'aa briller. Sans être écrite on l'entend dans les mots qui présentent une voyelle nasalisée suivie de la gutturale g : kuangalia regarder se prononce [ku-aŋ-ŋga-li-a]; Koŋ-ŋgo le Congo. Dans quelques langues locales, comme le kirungu (ouest) ou le kizigua (Tanga) on peut avoir des noms propres ou des noms de village enchaînant le m et le n vélaire : Memnai un village [Me-mŋa-y], Msumnai, nom propre [m-su-mŋay].
Les lettres b et d, enfin, peuvent désigner de simples bilabiales ou des dentales comme en français (bouche, dent) mais représentent aussi les sons implosifs de mɓuyu, le baobab par exemple ou ɗini, la religion. Ces sons sont simplement écrits b et d, les homonymes étant rapidement repérés selon le contexte (dini,ma- le minerai, ɗini,- la religion). Nombre de mots comportent ces sons implosifs mais ces sons ne sont jamais prononcés par les locuteurs de l'ouest sans que cela soit considéré comme une faute : ɓado (pas encore), ɓwawa (l'étang), kuɗondoka (tomber), etc.

### Voyelles
Une syllabe se doit de finir par une voyelle. N'importe quel mot importé qui se termine par une consonne se verra ajouter une voyelle finale : Joni (John), intaneti (Internet), dubu (arabe dub, دب l'ours), dukani (arabe dukan (دكان), devenu dukani, à la boutique (un locatif); ce mot a donné le mot duka, ma-, la boutique); kusevu, mettre de côté (anglais to save).
La maison de la paix, Dar salaam ou Ed dar es salaam دار سلام ou الدار السلام , se prononce donc Dari Salama. Dar es salaam, le nom occidental, est un mélange de la forme avec article et de la forme sans article. Elle doit cette confusion aux Allemands lorsqu'ils ont pris la ville au successeur du sultan Seyyid Masjid de Zanzibar, dans les années 1880, qui avait appelé le lieu de Mzizima (Ville saine) Dar Salaam. En arabe si le nom précédé d'un article a un complément ou un adjectif l'article est répété : Aid kebir, el aid el kebir. Dar Salaam, El Dar El Salaam. Dar es Salaam est donc une faute grammaticale due à la transcription. Enfin la labiale de l'article se fond avec certaines lettres, comme le soleil (es-shamas, ed-dar) ou garde sa labiale comme dans el-kebir, el-qamarr, la lune). Les lettres sont ainsi rangées en deux catégories, celles du soleil ou celles de la lune. Le s est une lettre du soleil, d'où le es-salaam.
Dans cet esprit on ne peut prononcer un mot en faisant terminer une syllabe par une consonne : simba se prononce [si-mba] et non [sim-ba]. Kiliman-njaro et non Kiliman-jaro; Kutengeneza, réparer, se prononce [kute-ngeneza], etc.
Les voyelles longues s'écrivent de façon redoublée, saa, l'heure; jogoo, le coq, manii, la semence; juu, dessus, ya pekee, unique. Exemple : Mambo ya sanaa, anajua sana Ce qui touche à l'artisanat il en sait beaucoup (sana très).
Lorsqu'un redoublement de voyelle provient de la désinence de la classe les voyelles sont nettement distinctes : kiini, vi-, le noyau, l'atome, est nettement prononcé [ki-i-ni]. Même chose lorsqu'il s'agit d'un redoublement dû au pronom sujet ou complément, ou de la marque d'un temps : Tutaacha kusambaa, nous allons cesser de ramper |tu-ta-acha ku-sam-mbā]. Nitawaacha pale Je les laisserai là-bas [Ni-ta-wa-acha].

### Les tons
Le swahili ne comporte pas de tons, au sens où l'on parle de langue à ton. Rappelons qu'une langue à tons distingue deux ou trois syllabes par le ton sur lequel elles sont prononcées.
Dans beaucoup de langues la même syllabe sur des tons différents a un sens très différent. Le plus cité est la syllabe ma en chinois mandarin qui peut désigner la mère, le chanvre, l'insulte ou le cheval. Mais on trouve ces tons en bamanankan par exemple, só désignant la maison et sò le cheval. En maka ebessep, au Cameroun oriental, shwi sur le ton haut désigne la panthère et shwì sur le ton bas la mort. Ces tons permettent de siffler la langue ou de la jouer sur un tam-tam.
La modulation sur un ton peut être liée à une intonation prosodique, c'est-à-dire que le ton modifie la forme grammaticale comme l'interrogation par rapport à l'affirmation ou l'exclamation. On peut aussi prendre comme exemple en français les tons prosodiques employés pour donner une nuance comme Là ! Il est là ! (ton haut) par rapport à Là ! Tu vois que j'ai raison ! (ton bas), la surprise par rapport à l'évidence d'une conclusion. On trouve en swahili quelques cas où ces tons liés à l'intonation prosodique sont employés, particulièrement pour distinguer deux formes grammaticales différentes comme l'affirmatif et le négatif. Les autres cas concernent l'éloignement ou certaines formes du oui et du non (voir plus loin).
Dans cette section l'accent aigu désignera le ton haut et l'accent grave le ton bas, une lettre sans accent désignera une prononciation ordinaire. La graphie ne mentionne bien sûr aucun accent.
- Les pronoms complément wa et wà, vous et eux

Ninawaona je vous vois
Ninawàona je les vois; nitawàambia je leur dirai.
- La forme négative d'un verbe

Le h n'est jamais prononcé, sauf à Zanzibar. Les formes Atakuja et Hatakuja ne se distinguent alors que par le ton haut lors de la forme négative :
Atakuja Il viendra et Hatakuja [átakuja] il ne viendra pas.
Utaelewa haraka Tu vas vite comprendre Hutaelewa hata kidogo [útaelewa] Tu ne vas rien comprendre même pas une miette.
- L'éloignement

Le ton haut indique que l'objet est éloigné. Plus il est haut, plus l'objet se trouve loin. Un allongement de la syllabe indiquera une distance encore plus grande :
Yupo pale / Yupo páléé  / Yupo páááááálééééééé / Yuko kúúúúúúlééééééé Il est là-bas (visible ou non).

### L'accent tonique
L'accent tonique est sur la pénultième : Tanza'ni-a, 'nyu-mba, ata'kuja...
Jusqu'à la fin du siècle dernier on pouvait respecter l'accent tonique des mots étrangers, particulièrement de l'arabe. Cela s'entend nettement dans la chanson Malaika, chantée entre autres par Myriam Makeba ou Boney M : Naku'pe-nda Ma'la-i-ka. Comme autres exemples, kawaida [ka'wa-i-da, habitude] كالعاده, lazima ['la-zima, il faut] لزم. De nos jours n'importe quel mot est prononcé avec l'accent sur la pénultième, quelle que soit son origine : [ka-wa'i-da], [la'zi-ma]; [in-ta-'ne-ti] (Internet, venu de ['internet] en anglais), kefu ['ke-fu] (Internet café, prononciation fondée sur safe qui a donné sefu).
Kama kawa signifie littéralement Comme d'hab', une expression à la mode depuis quelques années, pour Kama kawaida, Comme d'habitude. L'accent tonique est nettement prononcé sur le ka : 'kama 'kawa.

## Grammaire

### Classes nominales

#### Vue d'ensemble
Comme dans les autres langues bantoues, le swahili organise ses noms par classes nominales.
| classe | groupe                         | préfixe     | singulier | traduction        | pluriel | traduction |
| ------ | ------------------------------ | ----------- | --------- | ----------------- | ------- | ---------- |
| 1, 2   | personnes                      | m-/mu-, wa- | mtu       | personne          | watu    | personnes  |
| 3, 4   | arbres, éléments naturels      | m-/mu-, mi- | mti       | arbre             | miti    | arbres     |
| 5, 6   | groupes, aug                   | Ø/ji-, ma-  | jicho     | œil               | macho   | yeux       |
| 7, 8   | objets, dim                    | ki-, vi-    | kisu      | couteau           | visu    | couteaux   |
| 9, 10  | animaux, mots d’emprunt, autre | Ø/n-, Ø/n-  | ndoto     | rêve              | ndoto   | rêves      |
| 11, 12 | extension                      | u-, Ø/n-    | ua        | barrière, terrain | nyua    | barrières  |
| 14     | abstraction                    | u-          | utoto     | enfance           | –       | –          |

#### Classes ou genres
Les auteurs francophones qui présentent une méthode d'apprentissage du swahili parlent de classes ou de genres. Une classe, comme le montre le tableau précédent, désigne le mot au singulier, et une autre classe le représente au pluriel : m-tu, wa-tu appartiennent donc chacun à une classe. L'ensemble forme un genre. Les méthodes proposent donc un numéro à chaque classe que le lecteur doit mémoriser. Par exemple les chiffres du mot mtu 1/2 réfèrent au fait que le pluriel est de la classe 2, watu. L'entrée usiku 11/10 suppose que l'on sache quel est l'accord de la classe 10.
Les auteurs anglo-saxons, suivis par les chercheurs des différents instituts de recherche en Tanzanie ou au Kenya ont adopté un système plus intuitif, sans se référer au numéro de la classe. Dans un manuel ou un dictionnaire, l'accord de classe du pluriel est indiqué après le nom. Il s'agit d'un simple tiret lorsque le pluriel est identique au singulier. On parle ainsi de classe m/wa, de classe m/mi, li/ma, etc. :
tunda, ma- fruit matunda les fruits
nguo,- étoffe, vêtement nguo les étoffes, les vêtements
mtoto, wa- enfant watoto les enfants
mtoto, mi- tiroir mitoto les tiroirs

##### Description des différentes classes
Les langues bantu ont été ainsi nommées car la classe des êtres animés au pluriel présente ce même affixe ba-, qui peut être décliné en wa-, a-, b-. Le mot ntu signifie l'homme, avec ses variantes -tru, -tu, -od (mod, bod), -ot (mot, bot), etc. C'est par cette classe des êtres animés que sont présentées les différentes classes, d'habitude. Afin de donner un meilleur aperçu de l'ensemble des classes l'ordre sera ici présenté différemment.
- 1. La classe des objets indifférenciés, -,-

Ce sont les objets comme les vêtements (nguo), les étoiles (nyota), les voitures (gari), les maisons (nyumba), la viande (nyama), les bananes (ndizi). Ces objets se différencient peu, forment une étoffe dans laquelle baignent ces objets.
Leur pluriel est semblable au singulier, bien que les accords de classe comme le relatif ou l'article distinguent le singulier du pluriel :
nguo yangu, mon vêtement; nguo zangu, mes vêtements
nyama ya ng'ombe, la viande de bœuf; nyama za porini, les viandes de brousse
gari limekwama kwenye foleni, la voiture est prise dans l'embouteillage; magari yote yamekwama kwenye foleni, toutes les voitures sont prises dans l'embouteillage.
Dans cette classe se trouvent les animaux, peu différenciables les uns des autres, mais ces animaux s'accordent en général avec la classe des êtres animés : simba le lion, twiga la girafe, konokono l'escargot, kuku la poule.
- 2. La classe m/mi
Il s'agit d'une différenciation par rapport à l'environnement : un arbre (mti,mi-), une plante (mmea,mi-), une montagne (mlima, mi-), une rivière (mto), une forêt (msitu). Dans la nature indifférenciée (alama,-) se distinguent ainsi des objets, ce qui introduit la dualité.
- 3. La classe m/wa, les êtres animés

L'élément introduit est l'âme, le souffle qui permet la mobilité. Dans cette classe se retrouvent tous les êtres animés et les professions, ainsi que les noms qui qualifient une personne ou la désignent comme appartenant à un groupe.
mtu/watu, homme; mtoto, wa- l'enfant: mke, wa- la femme; mjomba, wa- l'oncle maternel;
mwindaji, wa- le chasseur; mwalimu, wa- l'enseignant; mkulima, wa- le cultivateur; mwimbaji, wa- le chanteur;
mjinga, wa- l'imbécile; mshenzi, wa- l'idiot; mjanja, wa- le rusé;
Mwingereza, wa- l'Anglais; Mfaransa, wa- le Français; Mchaga, wa- de l'ethnie chaga; Mwulaya, wa- l'Européen; Mswahili, wa- le Noir, l'Africain (appellation politiquement correcte en swahili); Mzungu, wa- le Blanc (idem).
- 4. La classe des instruments

Il s'agit cette fois de tout ce qui peut instrumentaliser, que ce soit physiquement ou en instituant une règle, une manière. Il s'y trouve donc les noms d'instrument, les langues (parler à la manière de), les coutumes (faire une action à la manière de), et des adjectifs devenus adverbes :
kisu, vi- le couteau; kiti, vi-, la chaise; 
kiingereza, l'anglais (langue); kifaransa, kijeremani, kichaga le français, l'allemand, la langue des Wachaga;
Anapika kifaransa, il cuisine à la française; anaongea kigeni, il parle comme un étranger;
Kidogo, un peu; kizuri, vizuri, bien.
- 5. L'abstraction u/-

Cela concerne les abstractions nées d'une racine verbale ou d'un adjectif. Bien souvent ces mots n'ont pas de pluriel :
upendo, l'amour; ufunguo,-, la clef; ufagio, - le balai
uzuri, la beauté; wema, la bonté; uhamiaji, l'immigration; udongo, le sol; 
Le pluriel peut être en ny- pour certains mots comme uso, nyuso le visage ou ufa, nyufa la faille, la fissure, wimbo/nyimbo le chant.
- 6. La classe li/ma

Cette classe réunit les éléments qui sont différents les uns des autres mais qui mis côte à côte forment un ensemble cohérent. Une image que l'on peut donner est celle de ces poissons en un banc qui change de forme : c'est l'ensemble qui en donne la cohérence. Ce sont donc des gouttes qui forment un ensemble comme les liquides : maji, l'eau; mafuta, l'huile (toute huile); maziwa, le lait.
Les paires qui forment un ensemble cohérent entrent dans cette classe : jicho, ma- (macho), l’œil; paja, ma- la cuisse; tako, ma- la fesse, pacha, ma- jumeau. On y trouve aussi les mots qui désignent un ensemble d'éléments très différents mais dont seule la réunification forme un tout : mazingira, l'environnement; makaburini, le cimetière; eneo, ma- l'aire.
Certains mots désignent un objet ordinaire et sont ainsi dans la classe des objets indifférenciés, comme gari,-, nyota, -. Mais si l'on fait attention aux particularités de ces objets ils forment alors un ensemble cohérent avec son caractère propre : magari ya kigeni, les voitures étrangères; mabasi ya kienyeji, les bus locaux; mabaskeli ya aina mbali mbali, les vélos de différentes sortes; manyota, les étoiles (le firmament).
- 7, 8 et 9 : l'espace-temps

7. La classe ku : espace-temps indéfini
Dans l'espace ku- représente un lieu indéfini, kule (éloigné), huku (rapproché), huko (lieu indéfini dont on a déjà parlé) :
Ufunguo umepotea huku, on a perdu la clef par là
Kwema? (Tout va) bien par ici ?
Kamwone kule Va le voir là-bas
Huko hakuna Par ici il n'y en a pas
Dans le temps cela désigne l'infinitif avec le préfixe ku- , qui s'accorde comme une classe ordinaire :
Kusema kwake kuzuri Son (sa façon de) parler est beau (belle).
Hakuruhusiwi kuvuta sigara huku Il est interdit de fumer par ici.
8. La classe pa: espace-temps défini
Hapa, ici; pale là-bas; hapo ici (déjà mentionné)
Panafaa hapa ça convient ici; Utamwona pale sokoni Tu le verras là-bas au marché; Hapo matatizo Ici (commencent) les problèmes.
9. La classe m- : intérieur
humu, ici-dedans: mule, là-bas dedans; humo, là-dedans (espace déjà mentionné).
Mna mtu humu Il y a quelqu'un à l'intérieur; Kaulize mle ndani Va demander là-bas dedans; Niliuliza humo humo J'ai demandé là-bas dedans (où tu m'avais dit).

##### Le jeu des classes
Les classes ne sont pas figées et les locuteurs ne se privent pas de jouer entre les différentes classes. Cela peut se faire par humour, par respect ou pour introduire une nuance particulière.

###### Les animaux
Les animaux sont des éléments en grand nombre, indifférenciés, de la classe des objets (-,- soit 9/10 dans la classification officielle). Ils s'accordent cependant le plus souvent avec la classe des êtres animés, comme pronom sujet ou complément :
- Kamwone mbwa yuko wapi, pengine ametoroka Va voir le chien, où il est, d'ailleurs il s'est peut-être enfui (Si c'était un objet Kaione mbwa iko wapi, pengine imetoroka).
Remarquons que ce n'est pas le propre de toutes les langues bantu. On peut ainsi comparer la même phrase en swahili et en shimaore, J'ai donné de l'eau au poulet pour qu'il ne souffre pas :
Swahili : Nimempa kuku maji asiumwe
Shimaore Tsiivo kuhu maji isikodze

###### Le respect
Wakambeba maiti... Et ils ont porté le corps... maiti est un objet, pourtant par respect on le désigne comme un être animé.

###### La familiarité
Les noms de parenté s'accordent avec le possessif de la classe des objets (-,-) pour marquer la proximité, la familiarité :
Baba yangu, mon père; Mjomba yangu (et non wangu) mon oncle maternel; Shangazi zake ses tantes; fundi yangu mon professeur, mabosi yetu ou mabosi zetu, nos patrons. Cela ne concerne pas le pronom sujet ni le relatif de classe :
Fundi yangu wa hasibu anaumwa Mon professeur de mathématiques est malade.

###### Augmentatif et diminutif
Le préfixe ji- est augmentatif, ki- un diminutif :
mtu, l'homme; jitu, le géant. Mtoto, l'enfant; kitoto le bébé.
On trouve aussi des diminutifs qui viennent d'autres langues, comme le préfixe ka- venu du kisukuma : kadege le tout petit oiseau (il existe kidege), kale kafupi kakaondoka sasa (le petit court sur pattes est parti maintenant, contre yule mfupi akaondoka sasa).
On trouve encore des expressions qui jouent sur les classes, certaines connues, d'autres créées selon les besoins :
Jicho, ma- l’œil ; Amefungua macho makubwa Il a ouvert de grands yeux; Akatoa mimacho mikubwa wacha wee : il a ouvert des yeux comme des soucoupes laisse tomber.

### Les verbes
La particularité de la plupart des langues bantu est d'être agglutinantes : à la racine du verbe s'ajoutent des infixes et des suffixes qui modulent le sens. Le suffixe -ana désigne la forme réciproque, l'un l'autre. Pour la racine *ona , voir on trouve kuonana (swahili), uonana (shimaore), monana (lingala), kubonana (isiZulu), etc. : se voir l'un l'autre, se rencontrer. Par exemple Tutaonana kesho, on se verra demain.

#### Les différentes formes
La forme causative -sha ou -za : qui fait faire l'action. Kuona, voir, kuonyesha, faire voir donc montrer; kupendeza, faire aimer, plaire; kula, manger, kulisha nourrir; kupata obtenir, recevoir, kupasha moto mettre le feu à.
La forme réciproque -ana : kuonana, se voir l'un l'autre; kukuta trouver kukutana se rencontrer
La forme réflexive -ji- : kujiona, se voir (soi-même); anajidharau mwenyewe il se méprise lui-même.
La forme d'état -ka : Nimechoka, je suis fatigué; mti umeanguka, l'arbre est tombé; kitabu kimedondoka, le livre est tombé (de haut); gari imeharibika, la voiture est en panne.
La forme applicative -i- ou -e- : l'action est faite en vue de quelque chose ou de quelqu'un. Kuamba, dire, kuambia, dire à (quelq'un) comme nimemwambia, je lui ai dit; kuonea, voir quelqu'un de travers; kulia, pleurer, kulilia pleurer quelque chose ou quelqu'un; kutembea se promener, kutembelea rendre visite à. Kuweka poser kuwekea mettre de côté. Kutaka vouloir, kutakia souhaiter.
La voix ou forme passive -wa : kupenda aimer kupendwa être aimé; kuvunja abîmer kuvunjwa être abîmé (par quelqu'un, kuvunjika être cassé, se casser comme itavunjika ça va se casser).

#### Combinaison de formes
Les formes peuvent se combiner entre elles et donner ainsi un sens différent :
Kupenda, aimer; kupendwa, être aimé, kupendeza, faire aimer, plaire; kupendezesha, faire en sorte que ça plaise; kupendelea, aimer pour (aimer davantage) donc préférer.
Kuelea, flotter; Ninaelea, je flotte, ninaelewa, "je suis flotté" donc je comprends (comparer au français "avoir la tête hors de l'eau"); Ninakueleza, je t'explique; Inaeleweka, c'est compréhensible; Nitamwelezesha, je lui ferai comprendre.
La combinaison de forme applicative et passive n'existe pas en français mais on la retrouve en anglais : nimepewa, "j'ai été donné", I was given soit on me l'a donné (kupa donner); nimeambiwa on m'a dit; kuazima emprunter, kuazimisha prêter, nimeazimishiwa on me l'a prêté.
La forme réciproque n'est en français employée qu'avec les pronoms pluriels : Ils se sont battus wamepigana; nous nous sommes rencontrés hier tulionana jana; mlikutana shuleni vous vous êtes retrouvés à l'école. Mais en swahili l'adjonction de na, avec, permet d'utiliser ces formes au singulier : Nilikutana na ninyi jana "je me suis rencontré hier avec vous"; alipigana naye, il s'est battu avec lui; ulionana naye shuleni "tu l'a vu avec lui" à l'école.
Avec l'utilisation du passif applicatif cela permet de garder la constance du sujet dans un récit, ce qui est une singularité du swahili par rapport au français :
Nilikaribishwa nyumbani nikapewa kiti. Ila nikawa sijaelezwa kitu. Nilipoonana na mume wake nikaambiwa anaumwa. (J'ai été fait approcher à la maison et j'ai été donné un siège. Mais j'étais je n'ai pas encore été expliqué quelque chose. Quand j'ai vu l'un l'autre avec son mari j'ai été dit elle est malade) : On m'a accueilli à la maison et on m'a donné un siège. Mais on ne m'a rien expliqué. Quand j'ai rencontré son mari on m'a dit qu'elle était malade.
Dans un récit on peut très bien commencer chaque phrase ou chaque description d'action par une personne différente, cela reste grammaticalement juste. Mais si l'on veut respecter la pensée swahili il vaut mieux s'en tenir à une constance dans le pronom sujet.

### Le relatif
Le relatif s'exprime de plusieurs façons différentes :
- par un infixe -o- qui est modulé par l'accord de classe : kitu kilichoharibika, la chose qui s'est cassée; mambo yaliyoharibika, les problèmes qui se sont gâtés. Nguo zile zilizonunuliwa, les vêtements qui ont été achetés.
- par un suffixe -o dans le cas où la forme est atemporelle : spea ziharibikazo, les pièces détachées qui ont l'habitude de casser (en général).

- par la particule amba- à laquelle on ajoute l'accord de classe et le suffixe -o : kitu ambacho kiliharibika, mambo ambayo yaliharibika, spea ambazo zinaharibika.

#### L'infixe-o-
Il est donc modulé par l'accord de classe, que le nom qu'il module soit sujet ou objet :
Kitu kilichonipendeza la chose qui m'a plu; kitu nilichokipenda, la chose que j'ai aimée.
Chagua matunda yale yaliyoiva Choisis les fruits qui sont mûrs; Chagua yale uliyoweka pembeni Choisis ceux que tu as mis de côté.
Kituo kinachofuata L'arrêt suivant (celui qui suit).
Le relatif est associé à une action bien définie dans le temps, il n'est donc jamais associé au passé récent (parfait) -me-, mais toujours au passé éloigné (passé simple, preterit, aoriste) -li- : Yule aliyekuja sasa hivi Celui qui est arrivé à l'instant. Wanaokaa hapa, ceux qui sont assis ici. Wale watakaoondoka mapema, ceux qui partiront tôt.
Dans le cas des êtres animés au singulier, l'infixe est -ye- et non -o- : Anayefuata, le suivant (Au suivant !); Aliyenisogelea shangazi yangu Celle qui s'est approchée de moi (c'est) ma tante paternelle.

#### Le suffixe -o
Il est associé à un état atemporel : Kitabu hiki ndicho nikitafutacho Ce livre c'est celui que je recherche. Wakao hapa, ceux qui d'habitude s'asseyent ici.
On le trouve aussi dans les formes avec -na-, avec, la particule -li- se trouver et dans les locutions indiquant une possibilité existentielle :
Kitabu nilicho nacho, le livre avec lequel je me trouve; Kitabu kinginecho, un autre livre possible.

#### La particuleamba-
Le relatif exprimé par l'infixe -o- n'a pas du tout plu aux locuteurs étrangers qui ont mis par écrit le swahili. Ils ont donc inventé une particule, amba-, à laquelle ils ont ajouté l'accord de classe, sujet ou objet : -ye, -cho, -lo, etc.
Cela est un phénomène relativement récent, du siècle dernier et cette tournure n'est pas employée dans les villages même si le swahili est maintenant leur langue maternelle. Elle est par contre très utilisée à la radio ou par les locuteurs qui ont grandi dans de grandes villes comme Dar es Salaam. Cette tournure est exclusivement employée par le locuteur dont la vidéo est insérée dans cette page :
Tanzania ni nchi ambayo ina upendo... Mimi ni mtu ambaye ninafanya biashara... mimi ni mtu ambaye inapenda (sic) utamaduni... lugha ya kiswahili ambayo inaweza kusanyisha makabila... mlima wa Kilimanjaro ambao unaweza kupanda...

#### Les circonstancielles de temps et de lieu
Le relatif s'emploie avec les classes de l'espace-temps, pa-, ku-, m- ce qui est rendu en français par où, dans lequel.
Cela concerne le lieu : Anapoenda pazuri Là où il va (c'est) joli. Anakoenda hatujui Là où il va nous n'en savons rien. Alimotoweka siri yake Dans quel lieu il a disparu c'est un mystère (son secret).
Le temps : Alipoenda  watoto walilia Lorsqu'il est parti les enfants ont pleuré. Siku anakoamua kuondoka haieleweki Le jour où il décide de partir c'est incompréhensible. Siku atakapoamua kuondoka tutalia sisi Le jour où il décidera de partir nous on va pleurer.
Le relatif atemporel, le suffixe -o, existe mais est peu employé : Aendako usiku anaficha Là où il se rend la nuit il le cache.
On peut trouver des nuances de combinaison de temps et de lieu défini et indéfini (-pa- et ku-) dans la même forme verbale. En parlant d'un voleur (Yule mwizi) : Ataziuza atakakokuweko Il les revendra là où il se trouvera (et nous n'avons aucune idée de cet endroit); Tutamshika atakapokuweko Nous l'arrêterons là où il se trouve (pouvoir l'arrêter signifie que le lieu a été défini mais nous ne savons pas encore où c'est).
Lorsque l'action est simultanée, au présent, on emploie l'infixe de temps -ki- : Wakipiga ngoma watoto wanafurahi Quand ils jouent du tam-tam les enfants sont contents. Matunda yakikomaa kima wanaibaiba Lorsque les fruits sont mûrs ils sont volés par les singes (les patas, kima).

#### La subordonnée descriptive
Toute proposition relative du français n'est pas à traduire avec un relatif. Dans le cas d'une description simple on emploie une juxtaposition :
Va voir celui-là là-bas. Celui qui est de petite taille ? Oui, celui qui a la chemise rouge. Kamwone yule pale. Yule mfupi? (Et non yule aliye mfupi?). Ee, Yule amevaa shati nyekundu. (Et non yule aliyevaa shati nyekundu).

#### La manière
La manière de faire une action se traduit par le relatif associé au pluriel de la classe des instruments, ki/vi , comme le font les adverbes vizuri (bien), vyema (bien, bonnement), vingine (autrement) :
- Vipi? - Unavyoelewa. Comment ça ? Comme tu le comprends.
Anavyotembea De la façon dont il/elle marche; Ndivyo ilvyo C'est comme ça. Unavyoanzisha utashindwa À la façon dont tu t'y prends ("dont tu fais commencer") tu cours au désastre ("tu vas être vaincu"); Itategemea watakavyoelewana Cela dépendra de la façon dont ils s'entendront entre eux.

### Le subjonctif
Le subjonctif, qui existe dans de nombreuses langues bantu, est employé dans les mêmes cas en français. C'est pourquoi les locuteurs bantu n'ont aucun mal à l'apprendre en français, et vice-versa. Ce sont principalement les différences d'emploi qui sont exposées ici.

#### Emploi du subjonctif[28]
Le verbe prend la finale e à la place du a de l'actif : Tuonane kesho Que nous nous voyions demain. La subordonnée se met au subjonctif dans les cas suivants : la volonté, le souhait, l'obligation, la préférence ... mais également lorsque le sens est un impératif avec le sous-entendu Il faut que ("Il faut que nous nous voyions demain", ou "Ce serait bien que nous nous voyions demain"). Le subjonctif est aussi employé dans les subordonnées qui indiquent le but, pour que, afin que, parce que. Ces conjonctions ne sont pas employées, en général, car selon la pensée swahili le verbe au subjonctif l'exprime. Elles peuvent être employées pour insiter[Quoi ?] mais ces conjonctions viennent de l'arabe (ili, kwa sababu ...) et ne sont donc pas souvent nécessaires.
Nataka aondoke mapema Je veux qu'il parte tôt
Nilimwambia afike hapa Je lui ai dit de venir ici (qu'il vienne ici)
Nilinunua nyama (ili) mke wangu amkaribishe mgeni wetu J'ai acheté de la viande (pour que) ma femme puisse accueillir notre invité
Baba yake mtoto alimnunulia kitabu asome Pour l'enfant son père lui a acheté un livre (afin qu') il étudie
Ingefaa wasiende kesho Il serait bon qu'ils ne partent pas demain
Ulete chupa ya maji msipate matatizo njiani Emporte une bouteille d'eau pour que vous n'ayez pas de problème en route.
Ni vizuri ubadili nguo C'est bien (ce serait bien) que tu te changes (d'habit)
Nikae hapa ? Que je m'asseye ici ?

#### La principale et la subordonnée ont le même sujet
On a en français l'emploi de l'infinitif en ce cas-là : Je veux qu'il parte et Je veux partir. Nous comptons aller au cinéma ce soir.
En swahili cela dépend des facteurs qui peuvent maîtriser l'événement ou non. Si le résultat dépend de facteurs que l'on peut maîtriser, la subordonnée sera au subjonctif :
Nataka niende mapema Je veux partir tôt
Tunategemea tuende picha usiku Nous comptons aller au cinéma ce soir
Mtoto alipewa kitabu asome On a donné un livre à l'enfant (pour qu'il) étudie.
Lorsque le résultat ne dépend pas de facteurs que l'on peut maîtriser c'est l'infinitif qui est employé :
Wale watu wanataka kutawala dunia Ces gens-là veulent gouverner le monde
Anataka kufa Il veut mourir (il va mourir)
Nataka kuondoka Je veux partir (une décision de l'intérieur, ne dépendant d'aucun facteur externe quand elle a été prise ou énoncée)
Nataka kukojoa Je veux pisser; Nataka nikojolee chooni Je veux pisser dans les toilettes (le lieu peut être choisi, alors que l'envie de pisser est difficilement maîtrisable). Nataka nikojoe Je veux (aller) pisser.
Au passé nous pouvons donc trouver le subjonctif ou l'infinitif selon que l'action est définie ou non :
Walitaka waondoke mapema Ils voulaient partir tôt (et ils se sont réveillés tard); Walitaka kuondoka mapema (et la route a été emportée par la pluie).

### Le conditionnel
Le conditionnel est employé dans le même contexte qu'en français, à quelques nuances près. L'infixe de mode est -nge-, que ce soit pour la conditionnelle ou la principale :
Ningejua nisingekuja Si j'avais su je ne serais pas venu.
Ungesikiliza ungejua Si tu avais écouté tu l'aurais su.
Ningekuwa na pesa za kutosha ningenunua Si j'avais eu assez d'argent j(e l')aurais acheté (dans un contexte de récit d'une situation passée) Si j'avais assez d'argent je l'achèterais (dans le contexte présent).
Le conditionnel ne décrit pas le contexte temporel malgré ce qu'en disent les précis de grammaire qui font état d'un conditionnel passé -ngali-. Cet infixe est rarement connu des locuteurs. Il a cependant été employé par Mwinyi en 1985 dans son discours d'accès à la présidence, ce dont le peuple s'est gaussé pendant trois jours.
La forme négative est en -singe- :
Ungevaa viatu usingeumwa namna hii Si tu portais des chaussures (ou si tu avais porté des chaussures) tu ne souffrirais pas ainsi (ou Tu n'aurais pas ainsi souffert). Usingeonyesha umekasirika Tu ne devrais pas montrer que tu es en colère. Asingetupa hela ovyo ovyo Elle ne devrait pas jeter l'argent par les fenêtres.
On voit ainsi que le conditionnel rend compte d'un conseil : Ungevaa viatu Tu devrais porter des chaussures.

### Le présent d'habitude
En anglais le présent d'habitude est sous la forme de la racine du verbe (I play soccer) tandis que l'action, Je suis en train de emploie le gérondif (I'm playing soccer). Certaines langues bantu font cette distinction, comme le shimaore (Wami ungadza ɓulu et Wami nisingadza ɓulu) ou le maka (Mɘ kɘ I go Mɘ ngɘ kɘ I'm going).

#### Le préfixehu-
C'est ce préfixe qui rend compte de ce présent intemporel, le présent d'habitude. Il est employé dans les proverbes : Haba kwa haba hujaza kibaba Petit à petit on remplit la mesure (d'un litre). Selon les précis de grammaire cette forme doit être utilisée mais elle ne l'est en langue parlée que dans les proverbes dont l'expression est consacrée. Il est encore employé dans quelques dictons qui sonnent comme des évidences : Mtanzania hulala uchi En Tanzanie on dort nu.

#### Dans la langue courante
Il existe trois formes pour rendre ce présent d'habitude :
- La forme du présent à laquelle on ajoute le suffixe -ga : Mii nachezaga Moi j'ai l'habitude de jouer. Kule umewahi kwenda? Naendaga! Là-bas tu y es déjà allé ? J'ai l'habitude d'y aller (ou j'y vais de temps à autre). Au négatif Siendagi! Je n'y vais pas (jamais) ! Miye sifanyagi Moi je ne fais pas (ça).

Cette forme est régionale, peut-être née dans la Province de Morogoro. Elle est tournée en dérision par les journalistes qui viennent de Dar mais il vaut mieux la connaître car elle est largement utilisée.
- La phrase est tournée en phrase nominale Mii mchezaji wa mpira Moi je suis un joueur de foot. Utajua kutengeneza pikipiki yangu? Miye fundi usiwe na wasi wasi Tu sauras réparer ma moto ? Je suis un mécano ne t'inquiète pas. Utaimba mbele ya watu wote? Miye mwimbaji. Tu vas chanter devant tout le monde ? J'en ai l'habitude (Je suis un chanteur).
- Le sujet est mis au singulier en une synecdoque particularisante : (En désignant un aigle volant au-dessus d'un hameau) Huyu mtu anakula kuku Ce genre d'individu se nourrit de poules. Mfaransa anakula mkate Le Français mange du pain (En France on mange du pain). Anayeng'oa vitunguu ngedere Celui qui déterre les oignons c'est le vervet.

## Syntaxe

### Une syntaxe classique
Par syntaxe classique il faut entendre celle que l'on trouve dans de nombreuses langues : sujet-verbe-complément.
Mtoto analeta vitabu vyake shuleni L'enfant apporte ses livres à l'école.
Paka anakula panya Le chat mange la souris.
Ces exemples sont cependant théoriques, et se trouvent en général dans des livres de grammaire. Un enfant de CM<2 apprend ainsi la voix passive, Le chat mange la souris, la souris est mangée par le chat, pour s'apercevoir par la suite que personne ne parle comme ça : La souris s'est fait manger par le chat ou Il y a la souris qui s'est fait manger par le chat. La construction enseignée en CM2 reste cependant juste en langage écrit : qui écrirait Il y a les ions positifs qui se sont fait attirer par la cathode ?
C'est le même phénomène en beaucoup de langues : on trouve écrit È pericoloso sporgersi mais une maman ne conseillera pas ainsi de ne pas se pencher au-dehors. Ne te penche pas au-dehors c'est dangereux, ou en swahili Usiegemee nje hatari alors qu'il sera écrit Kuegemea nje ni hatari.
Il y a ainsi un décalage entre la langue parlée et la langue écrite, un décalage que mettent un temps à intégrer les étrangers. Entendre Parlez-vous français ? fait sourire parce que cela sort manifestement d'un manuel de grammaire, de même que Voulez-vous coucher avec moi ce soir ?. Et un locuteur swahili, entendant un Ningetaka kahawa tatu, "J'aimerais trois cafés", ne peut s'empêcher de penser que le locuteur est encore un étranger (bado mgeni au sens "pas encore intégré") et qu'il en viendra un jour à dire "Naomba vikombe vitatu vya kahawa", "Je demande trois tasses de café".

### La langue parlée
Comme toute langue parlée le swahili met des mots en apposition au début de la phrase. C'est en fait l'idée principale de la phrase qui est émise en premier. Au lieu d'un grammatical Unajua kiswahili? Tu parles swahili (Kujua savoir) on entendra bien plus souvent Kiswahili unajua?

#### L'ordre des mots
C'est donc simplement l'ordre des mots qui indiquent des nuances dans la phrase, ainsi que l'intonation. L'insistance est souvent écrite, dans les romans, sous forme d'italiques.
Nitaleta kikombe kesho J'apporterai une tasse demain
Kikombe nitaleta kesho Une tasse j'en apporterai une demain
Kesho nitaleta kikombe Demain je pourrai apporter une tasse
Kesho nitaleta kikombe (insistance) C'est demain que j'apporterai une tasse.
Yule mtoto vitabu vyake shuleni kasahau, kesho nitamletea "L'enfant ses livres à l'école il a oublié demain je les lui rapporterai". Nous sommes donc loin de la syntaxe indiquée dans les manuels de grammaire.

#### L'article
Il n'y a pas, à properment parler, d'article en swahili. L'article indéfini, un, une est rendu par le niveau zéro. Deux formes peuvent être traduites par l'article défini, le, la : le pronom démonstratif et l'infixe relatif à la classe. En ce cas il s'agit d'objets déjà mentionnés ou que l'on peut désigner.
Nitaleta kikombe kesho J'apporterai une tasse demain 
Kikombe nitakileta kesho La tasse je l'apporterai demain
Nitaleta kile kikombe kesho J'apporterai la tasse demain
Kile kikombe nitakileta kesho La tasse en question je l'apporterai demain.
Remarque : L'emploi du démonstratif est semblable au passage du latin illem, illam à l'article défini le, la.
Nikaita mtumishi Clamabo ancillam J'appelais une servante
Nikamwita mtumishi yule Clamabo ancillam illam J'appelais cette servante
Nikamwita yule mtumishi Clamabo illam ancillam J'appelais la servante (que l'on avait mentionnée).

#### Le possessif
Le possessif est très souvent utilisé en apposition, évitant ainsi la préposition de référence -a qui indique plutôt la définition :
Nyama ya porini la viande de brousse; Watoto wa shule Les enfants de l'école; Chama cha mpira Le club de foot.
Si l'expression Watoto wa wale mama "Les enfants de ces mamans" est juste grammaticalement elle est peu employée en langue parlée au profit du possessif, avec une apposition : Wale mama watoto zao.
Gari hiyo spea zake mbovu Cette voiture ses pièces détachées sont pourries
Yule mtu begi lake limeshaleta wasiwasi Cet homme son sac ne fait pas confiance (apporte déjà l'inquiétude).
Dans le cas d'êtres non animés le possessif s'accord au singulier et non au pluriel :
Wale mama watoto zao; Wale mbuzi watoto zake Ces chèvres leurs petits, analogue au grec ancien τά ζόα τρέχει / tá zóa tréchei, « Les animaux court » (et non courent, le pluriel neutre entraînant l'accord au singulier).

### La comparaison
Selon les précis de grammaire elle s'effectue à l'aide de la locution kuliko, entre deux propositions.
Bora upande basi la asubuhi kuliko kusuburi kwa masaa barabarani Il vaudrait mieux que tu prennes le bus du matin plutôt que d'attendre pendant des heures (au bord de) la route.
Cette même expression kuliko vaudrait pour les adjectifs : Juma mkubwa kuliko Joji Juma est plus âgé que Georges, mais elle est très rarement employée, voire jamais. La pensée swahili rend implicite la comparaison, comme dans l'expression française Tirer à la courte paille : Kati ya Juma na Joji nani mkubwa? Entre Juma et Georges qui est (le plus) âgé ? Juma mkubwa Juma (est le plus) âgé. Si l'on compare les tailles de deux vêtements : hii ndefu hii ndogo Celui-ci long celui-ci court. En choisissant des fruits, matunda : Chagua yale mazuri Prends (les plus) beaux. Nikahifadhi ile nayoipenda Et j'ai mis de côté celui que j'aime (le plus).

### Les locutions circonstancielles
C'est l'étude ici des locutions comme avant que, après que, au cas où ...

#### Suivies de l'infinitif
C'est le cas lorsque la circonstancielle de temps indique une limite temporelle qui n'a pas vraiment d'incidence sur l'action :
Baada ya kutuacha tulisikia uchungu Après être parti nous avons senti de l'amertume (nous nous sommes sentis tristes). Kabla ya kuoa alitembea ovyo ovyo Avant de se marier il a fait les quatre cents coups (il s'est promené n'importe comment). Baada ya kusema hayo alikasirika ile mbaya Après avoir dit ça il s'est vraiment mis en colère.

#### Avant que
En français littéraire avant que est suivi de deux constructions possibles : avant que + subjonctif et avant que ne + subjonctif.
"Explique-leur avant qu'ils ne soient saouls" : L'explication doit être donnée avant que l'ivresse ne les gagne. "Planque les clefs avant qu'ils se tuent au volant" : Se tuer au volant n'est qu'une éventualité que l'on cherche à éviter.
Le swahili a exactement les mêmes nuances : Waeleze kabla hawajalewa (temps -ja- lié à "pas encore") et Ficha funguo kabla waanguke na gari. Dans le second cas le subjonctif retranscrit la possibilité comme indiqué dans la section consacrée à ce mode. Dans le premier cas c'est le temps -ja-, négatif du passé récent, inaccompli, qui est employé.
Uwahi kituo cha mabasi umwambie kabla basi halijaondoka Dépêche-toi (d'aller) au stationnement de cars pour le lui dire avant que le car ne soit parti. Ajulishwe kabla aende mbali Qu'on lui fasse savoir avant qu'il soit au loin.
Alipe kabla atoroke Qu'il paye avant qu'il s'enfuie. Alipe kabla hajakula (ou hajala) Qu'il paye avant qu'il ne mange.
On remarque que kabla, baada ou d'autres locutions comme ili (pour que), sababu (parce que) sont issues de l'arabe. Prenons cet extrait de discours d'un homme d'une cinquantaine d'années, ayant terminé l'école primaire (darasa la saba), sachant lire et écrire donc mais pratiquant peu, agriculteur dans la région de Kilosa (Morogoro), en mars 2020 :
Uwahi kumwambia ajulishwe mapema. Basi likiwa halijaondoka utamjulisha kituoni, basi likiwa limesha ondoka atakuwa hajatambua yote, mambo yatakuwa yanaenda ovyo ovyo. "Sois en avance qu'il soit mis au courant tôt. Le bus se trouve il n'est pas encore parti tu lui feras savoir au stationnement, le bus se trouve il a fini de partir il sera il n'a pas encore saisi le tout, les problèmes seront ils iront de travers."
Dans ce discours aucune locution n'est employée, non plus que des conjonctions de coordination comme et, mais, mais le locuteur emploie des auxiliaires afin de relativiser les circonstancielles dans l'espace-temps. Ukiwa umesahau "Si tu te trouves tu as oublié" est dans le même cas, c'est un auxiliaire conjugué qui exprime la possiblité "si". Basi likiwa peut alors se traduire par si le bus, au cas où le bus, lorsque le bus, avant que le bus, après que le bus ... En fait la pensée swahili n'est pas de ce type, elle raisonne en fonction du verbe et de ses modulations.
Il semble donc que les constructions liées à kabla, avant que, soient liées à des constructions existantes qui emploient des auxiliaires. Pour reprendre l'exemple cité plus haut :
Waeleze wakiwa hawajalewa Explique-leur ils se trouvent ils ne sont pas encore saouls et Ficha funguo wasiende wataanguka na gari Cache les clefs qu'ils n'aillent pas ils auront un accident.
Il ne s'agit pas de clamer que l'une des constructions est meilleure que l'autre, ou encore est la vraie construction. Les deux constructions existent mais une personne apprenant la langue doit connaître ces tournures où seuls les verbes auxiliaires indiquent les circonstances.

## Être et avoir

### Être
Le verbe être se rend de façon différente, selon que l'on considère l'état permanent ou l'état temporaire (ser ou estar en espagnol).

#### La particuleni
Il s'agit de l'état permanent : Mimi ni Mtanzania, mimi ni mwalimu, Je suis un Tanzanien, je suis un professeur. Cette particule est bien souvent omise : Mimi mgeni hapa, je suis un étranger ici.
La négation est si : Yeye si mwizi, lui n'est pas un voleur.

#### L'indication de lieu et le relatif:-po, -ko, -mo
Cela correspond à se trouver quelquepart, de façon définie, indéfinie ou à l'intérieur de quelque chose :
Yupo pale, il se trouve là-bas (en vue); Ziko kule, Ils (des objets) se trouvent là-bas (non défini); Wamo humu ils sont là-dedans.
Cela peut servir à définir une situation que l'on sait temporaire : Yuko anaumwa Il est malade (en ce moment).

#### La particule-li-
Elle est présente dans les formes circonstantielles : Sijui aliko, Je ne sais pas où il se trouve.

#### Le verbekuwa
Il est employé dans les temps autres que le présent et dans les formes relatives :
Nilikuwa mgonjwa j'étais malade. Atakuwa nje il sera dehors.
Ce verbe sert aussi d'auxiliaire pour exprimer un temps antérieur ou futur :
Nilikuwa ninaumwa, "j'étais je suis malade", soit j'étais malade. Tulikuwa tunaondoka, nous étions sur le point de partir. Atakuwa hajalipa, "il sera il n'a pas encore payé", soit Il n'aura pas encore payé.

### Le verbe avoir, soit être avec
Le verbe avoir n'existe pas en swahili comme dans de nombreuses langues bantoues. On l'exprime par être avec, soit kuwa na. Le verbe kumiliki, posséder, existe mais il vient de l'arabe mlk (ملك) et a une connotation très forte avec la possession d'un roi, d'un nanti (ملك le roi). Un locuteur swahili se trouve avec quelquechose, ce que Alexis Kagame avait appelé La philosophie de l'être avec :
Yule yuko na mke na watoto Il a une femme et des enfants
Yule yuko na kalamu Il a un stylo
Jana nilikuwa na rafiki Hier j'étais avec un ami
Jana nilikuwa na kalamu Hier j'avais un stylo
Kesho nitakuwa na gari Demain je serai avec une voiture ou j'aurai une voiture.
Au présent le verbe est souvent sous-entendu comme peut l'être le verbe être : nina kalamu, ana mke (une femme), hatuna matatizo sisi (nous n'avons aucun problème nous).

## Kuwahietkwisha, l'adverbedéjà
Certaines langues emploient un seul mot pour déjà, d'autres le nuancent s'il s'avère que l'action est déjà arrivée ou qu'elle peut se produire. En anglais il s'agit de la distinction entre ever et already. Dans une même famille de langues on peut avoir ces deux cas comme le montrent les exemples suivants :
Français et italien, langues latines : Tu es déjà allé au marché (ça t'est arrivé d'aller au marché) ? Sei mai andanto al mercato ?
Tu es déjà allé au marché ? Sei gia andato al mercato ?
Indonésien et malgache, deux langues austropolynésiennes : Pernah ke pasar? Fa nandeha antsena?
Sudah pulang dari pasar? Fa tany antsena?
Le swahili emploie deux verbes différents, le verbe kwisha ayant la curieuse notion de semi auxiliaire que l'on peut étudier dans les semi exemples suivants.

### Kwisha
Ce verbe signifie finir : Mambo yameisha l'affaire est close. Chakula kiliisha mapema la nourriture s'est vite tarie .
Une action finie se rendra donc par un verbe mais suivie d'un infinitf sans le préfixe ku-. C'est donc le sens de déjà quand l'action est passée (already, già, sudah).
Forme littéraire : Wamekwisha maliza ils ont déjà terminé. Forme parlée : Wameshamaliza. (Les exemples suivants ne donneront que la forme parlée, forme écrite dans de nombreuses correspondances informelles).
Ameshapona, il est déjà guéri. Ameshazaa watoto wawili, elle a déjà engendré deux enfants. Wakati walifika mjini walishaishiwa peza zote Arrivés en ville ils étaient déjà complètement à sec (ils avaient fini ils ont terminé tous les sous).
Tutakapofika Mbeya tutakuwa tumeshatembea kilomita mia sita arrivés à Mbeya on aura déjà parcouru 600 km.

### Kuwahi
Ce verbe signifie indifféremment "être à l'heure" ou "être en avance", le second sens englobant naturellement le premier.
Mmewahi, mkutano haujaanza Vous êtes en avance la réunion n'a pas encore commencé. Tupande Mwendokasi tuwahi kwenye mkutano Prenons le bus express pour être à l'heure à la réunion.
Ce verbe est employé pour indiquer le sens de déjà lorsque l'action ne s'est pas encore déroulée (ever, mai, pernah).
Umewahi kwenda Ulaya? Tu es déjà allé en Europe ? Sijawahi ou Bado Non ou pas encore. Nimewahi oui.
Mmewahi kutana naye? Vous l'avez déjà rencontré (auparavant)?
Quand la phrase est négative le français emploie les expressions jamais ou pas encore.
Hajawahi kumaliza mwezi mmoja bila kufukuzwa huyo ça ne lui est pas encore arrivé de terminer un mois au travail celui-là. Hajawahi kufungwa tangu alipoanzisha? On ne l'a pas encore mis à l'ombre depuis le temps (depuis qu'il a commencé) ? Hatujui kama amewahi kupita huko On ne sait pas s'il est jamais passé par ici.
Remarque : Dans quelques régions de Tanzanie l'emploi de kuwahi en tant qu'auxiliaire n'est pas connu et l'on peut se faire corriger. Le locuteur n'a probablement pas cet usage dans sa langue. Ulifika huko? - Nimewahi kufika. - Umeshafika. Tu es allé là-bas ? - Ça m'est arrivé. - Tu y es déjà allé.

## Oui et non
Les manuels enseignent généralement Ndiyo pour oui et hapana pour non. S'il est vrai que ces expressions sont utilisées, et largement utilisées dans le Nord ou au Kenya, elles ne rendent compte que de certains cas en "bon" swahili (kiswahili sanifu, Standard Swahili).
L'affirmation et la négation sont en effet modulées selon le contexte.

### Reprendre la phrase
La phrase est reprise avec un sens affirmatif, pour confirmer ou un sens négatif pour infirmer.
- Kiswahili unajua? - Najua. Tu parles swahili ? Je parle (kujua savoir)
- Alifika huko kweli? - Hakufika mwongo huyo. - Il est allé là-bas c'est vrai ? - Il n'y est pas allé, tu parles (menteur celui-ci).
- Zile ghali? - Rahisi. Et ça c'est cher ? - C'est bon marché.
Umechoka? Tu es fatigué ? - Nimechoka. Au négatif, le temps -ja- étant le pendant du passé récent -me-, on peut entendre Sijachoka, Je ne suis pas encore fatigué, mais la plupart du temps Bado, pas encore.
-Wamemaliza? - Bado. Ils ont fini? Pas encore.
Bado ne peut donc s'employer avec le passé accompli ni avec le futur :
- Mtoto alipasi mtihani? - Hakupasi. L'enfant a réussi son examen ? - Il n'a pas réussi. Watashinda kwenda kwa miguu kweli? - Hawatashinda. Ils vont vraiment réussir à (y) aller à pied ? - Ils ne vont pas réussir.

### Employer une locution démonstrative
C'est là que l'on retrouve Ndiyo (c'est ça) et Siyo (ce n'est pas ça).
- Gari ya kwenda Mwanza ndiyo hiyo? - Ndiyo bwana. Lé véhicule pour Mwanza c'est celui-là ? - C'est celui-là, monsieur.
Cette locution démonstrative s'accorde avec la classe : Ndio hao Ce sont eux. Kisu kilichotafutiwa kila sehemu ndicho hicho. Le couteau qu'on a cherché partout c'est celui-ci. Ndiyo maisha Ainsi va la vie.
Pour affirmer une proposition dans son ensemble on emploie la classe des objets (9), ndiyo, siyo locutions qui ont entraîné cet emploi de oui dans beaucoup de cas.
Ndiyo ilvyo C'est comme ça. Siyo hivi Ce n'est pas ainsi.
- Wee unapenda kujifunza kiswahili au siyo bwana? - Toi tu aimes apprendre le swahili n'est-ce pas mon vieux  (ou bien ce n'est pas mon vieux) ?
Tanzania ina amani? - Ndiyo. - En Tanzanie on est en sûreté ?- Oui.

### Employer des sons d'approbation ou de refus
L'approbation est rendue par eee, sur le ton descendant. Le non est rendu par mmh-mmh, ton moyen puis ton bas. Une vigoureuse opposition se fera en employant ce mmh-mmh sur le ton haut puis sur le ton bas. Dans les romans l'affirmation est rendue par ee ou eee, la négation par hu-hu, huh-huh, hon-hon ... au gré des auteurs.
- Umechoka ? - Ee. Tu es fatigué ? Avec ce temps -me- la réponse négative est le plus souvent bado ou en emloyant le passé récent négatif -ja- (sijachoka).
- Ulipita sokoni? - Hon-hon nafasi ndogo. Tu es passé au marché ? - Non, pas le temps (instant petit).

### Répondre à une question négative
Les langues latines ont le non fondé sur la négation, non et ne sont en relation en français. En swahili d'une part le non dépend du contexte, d'autre part la forme négative du verbe est indépendante de toute locution négative. Si le locuteur est d'accord avec la question énoncée il affirmera donc l'ensemble.
- Hamjajitayirisha? - Ee. Vous ne vous êtes pas encore préparés ? - Oui. (Cela implique qu'ils ne sont pas encore préparés).
- Hawako mbali? -Ee, hawako mbali. Ils ne sont pas loin ? Oui, ils ne sont pas loin.
- Hamtakubali? - Ee. Vous ne serez pas d'accord ? - Oui (nous ne serons pas d'accord).

### Les locutions liées à l'espace-temps
Ce sont ces locutions comme hapana et hamna. Elles signifient donc (voir plus haut) il n'y a pas, soit dans un espace ou temps défini (-pa-) soit dans un lieu (-m-). Mais elles sont à comprendre dans le sens ça n'a pas lieu d'être.
- Nikivaa nguo za saizi M zitanibana. - Hamna. Si je m'habille de vêtements de taille M ils vont me serrer. -  Ça n'arrivera pas.
- Pale nilisikia nitakutana na wahuni? - Hapana. Là-bas j'ai entendu dire que je peux tomber sur (que je peux me rencontrer avec) des voyous ? - Non (il n'y a pas de danger de ce genre).
- Unaona nimepunjwa? - Hamna, bei ni hizo hizo. Tu crois (tu vois) que je me suis fait rouler ? - Non (ça n'est pas arrivé) les prix sont ceux-là mêmes.
Comme indiqué plus haut dans le Nord de la Tanzanie le hapana semble avoir pris le pas, même sur le hamna.
Ces locutions ont leur emploi habituel dans les questions portant sur le lieu, la réponse reprenant la phrase : - Kule kuna maji? - Hakuna, kule kukavu. Là-bas il y a de l'eau ? Il n'y en a pas, là-bas (c'est) sec. ou -Yapo. Il y en a. - Mle mna hatari? - Hamna. Là-dedans il y a du danger ? - Il n'y en a pas.

## L'espace-temps

### Devant ou derrière
Si l'on suppose deux personnes, l'une swahilie, l'autre occidentale, la vision de l'espace-temps n'est pas la même. Pour désigner une autre personne qui se trouve plus loin, au-delà d'un arbre par exemple, l'on aura :
- Elle est derrière l'arbre, selon le locuteur occidental.
- Yuko mbele ya mti, elle est devant l'arbre, selon le locuteur swahili.
Et bien sûr ce sera le contraire dans le cas où la personne est entre les locuteurs et l'arbre : Il est devant l'arbre contre Yuko nyuma ya mti (nyuma derrière).
Cela est valable dans le temps, Avancer une réunion  ou Reculer une réunion se diront de façon contraire selon la langue :
Kikao kitasogezwa mwezi mmoja mbele, soit mot à mot La réunion sera déplacée d'un mois devant, ce qui se traduit par La (date de la) réunion sera reculée d'un mois.
Le locuteur swahili voit donc l'espace-temps comme une ligne droite, en ce cas, et ne se place pas, comme un Occidental, au centre d'un lieu dont il définit les objets comme des limites qui définissent un devant ou un avant et un derrière ou un après.
Dans les structures de travail où se côtoient des locuteurs de différentes origines il est important de connaître cette particularité, et d'annoncer un report de réunion en swahili et en anglais par exemple.

### Le locatif
Le locatif est commun à de nombreuses langues bantu. En swahili il est exprimé par le suffixe ni- et s'accorde avec les classes ku-, pa-, m-. Il traduit le lieu, comme son nom l'indique, ce lieu étant défini, indéfini ou intérieur.
Nyumbani, à la maison (de nyumba,- la maison); makaburini au cimetière (kaburi, ma- la tombe); shuleni, à l'école (shule,- l'école); bwawani, à l'étang (bwawa,ma-); mjini en ville (mji,mi- la ville); kijijini, au village (kijiji,vi-, le village); vijijini, dans les villages; baharini en mer (bahari,- la mer).
Nyumbani kwake chez lui; nyumbani kwangu, nyumbani kwao chez moi, chez eux; nyumbani pake chez lui précisément (en désuétude au profit de nyumbani kwake); nyumbani mwake à l'intérieur de sa maison; Usoni pake sur sa figure.
Le locatif désigne nettement le lieu et non l'institution ; mtoto kaenda shule l'enfant est parti à l'école (pour étudier); Tukutane shuleni Retrouvons-nous aux abords de l'école. Kalazwa hospitali Il a été admis à l'hôpital; Anakaa hospitalini Il habite vers l'hôpital.
Nguzo za nyumba des piliers de la maison; nguzo za msituni des piliers de la forêt (coupés en forêt); nyama ya porini la viande de brousse; nyota ya baharini l'étoile de mer; nyota ya kitambaa l'étoile en tissu. Ce dernier exemple montre nettement que le complément de nom sans locatif indique plutôt ce dont il est fait mais avec locatif la provenance. Vidole vya mkono les doigts de la main simu ya mkononi le télépone portable (dans la main).
Les accords avec le démonstratif indiquent si le lieu est défini, éloigné ou intérieur : nyumbani pale à la maison là-bas (en vue); nyumbani kule, à la maison là-bas (éloignée); nyumbani mle à l'intérieur de la maison.
Le locatif s'accorde avec le verbe ou l'adjectif : Hii nyumba inafaa cette maison convient; Nyumbani hapa panafaa ici à la maison ça convient; Porini kule (kuko) kukavu.  Là-bas en brousse (c'est) sec. Baharini mna hatari Dans la mer il y a beaucoup de danger. Dans une même phrase on peut trouver deux accords différents exprimant un lieu défini et indéfini. Par exemple en parlant d'un morceau de bois taillé à la machette dont une extrémité est encore trop épaisse : Hapa kunene, ici c'est (encore) épais. Hapa désigne l'extrémité en question, de façon précise, kunene rend compte de l'épaisseur, non mesurée, donc non définie.
On emploie aussi les locutions kwenye, penye, mwenye qui indiquent l'appartenance au lieu. Mbwa wanakaa kwenye nyumba, les chiens restent à la maison. Utamwona kwenye gari tu le verras à la voiture. Walinirukia kama mbwa kwenye mfupa Ils se sont jetés sur moi comme un chien sur un os. Utazipata pale penye duka Tu en auras là-bas dans les boutiques (là où il y a des boutiques). Tia mwenye ndoo verse dans le seau. La locution kwenye tend à prendre le pas sur les autres : Tia kwenye ndoo.
La locution adverbiale pengine dérive de l'accord du locatif avec pa- : Pengine kaenda nyumbani Autrement il est allé à la maison (il a pu aller à la maison) ; Pengine mbovu D'ailleurs (c'est peut-être) mauvais.

### Le suffixe -niavec une forme verbale
Dans deux cas ce suffixe est employé avec une forme verbale.
Avec une forme attributive
Nitakuambia Je te (le) dirai. Mais Nitakuambieni Je te (le) dirai à chacun d'entre vous.
Nitakuletea Je te (l')apporterai Nitakuleteni Je l'apporterai à chacun d'entre vous.
Le suffixe -ni indique donc que l'action est adressée à chacune des personnes présentes, distinguées l'une de l'autre.
Avec un subjonctif
Tokeni, nendeni... (Sortez, allez ...) sont indiquées dans les manuels comme l'impératif pluriel. C'est exact en partie :
On peut indiquer à un groupe de jeunes gens de porter une charge (kubeba mzigo) :
Bebeni mzigo et chacun des jeunes gens doivent y contribuer vu son poids
Mbebe mzigo Que l'on porte la charge, qui que ce soit.
En introduisant un groupe dans une salle d'attente : Mkae hapa, asseyez-vous ici (et l'on vous appellera); Kaeni hapa asseyez-vous ici (et vous serez appelés l'un après l'autre).
Dans les deux cas le suffixe locatif associé à une forme verbale énonce la spécificité de l'action sur chacune des personnes concernées.

## L'heure
On appelle East African Time la façon dont l'heure est énoncée en swahili, Wakati wa kiswahili. Saa, (صعه) l'heure, et wakati (وقت) le temps sont d'origine arabe, de même que l'aube (alfajiri الفجر) qui est en fait le temps de la prière de l'aube ou juste un peu après, et le matin, asubuhi (صبح). L'heure n'a été définie qu'à l'arrivée des commerçants mais les autochtones ont gardé leur façon de la nommer. Son concept est en fait proche de l'heure définie par la règle de Saint-Benoît : La première heure du jour, la deuxième, la troisième (tierce), la sixième (sixte), la neuvième (none). Le soir on compte à nouveau à la première heure de la nuit, à 7 h (19 h) soit saa moja usiku.
Cela donne : 7 h du matin, saa moja asubuhi; 8 h saa mbili, 9 h saa tatu... midi saa sita mchana (6 h de midi), jusqu'au soir saa kumi na mbili jioni  18 h (12e heure du soir). Saa moja usiku 19 h, saa sita usiku minuit, saa kumi na mbili asubuhi 6 h du matin.
Les horloges sont pratiquement toutes toujours réglées avec le temps occidental, soit midi (6 h de midi) sur le chiffre 12, l'exception restant une curiosité. Cela concerne les horloges analogiques mais aussi les horloges numériques, tous les habitants sont donc habitués à jongler entre ce qu'on lit et ce qu'on énonce.
Le mot usiku,- la nuit a son pluriel en siku, semblable au mot siku,- le jour. Il est cependant important de savoir que la période passée quelque part se définit par le nombre de nuits, ce que l'on voit sur les formulaires de police de départ (Combien de nuits passées en Tanzanie ?). Si quelqu'un affirme : Nilikaa siku tatu, cela signifie trois nuits et non trois jours. C'est donc à traduire J'y ai passé quatre jours en français.

## Les salutations en swahili
Comme dans la plupart des langues non occidentales, les salutations sont des questions. En swahili on demande si son vis-à-vis n'a pas de problème, d'affaire, de souci :
- Hujambo? Hamjambo? (Pluriel) Tu n'as pas de problème ? Vous n'avez pas de problème ?
- Sijambo, hatujambo sont les réponses. Je n'ai pas de problème, nous n'avons pas de problème.
Les autres questions possibles sont celles qui s'inquiètent de la façon dont on s'est réveillé (Umeamkaje?) ou dont on a passé la journée (Umeshindaje?, Kushinda signifiant vaincre). On demande enfin quelles sont les nouvelles, habari : Habari zako? Habari za asubuhi?, etc. L'usage est de répondre que tout va bien, nzuri (les nouvelles sont bonnes) ou mzuri (je vais bien).
Si les nouvelles ne sont pas bonnes, on pourra répondre Sijambo kidogo ou Habari nzuri kidogo (Les nouvelles sont bonnes un peu) et l'autre personne s'inquiètera alors de ce qui a pu arriver comme maladie ou problème. Mais la pudeur veut qu'on ne l'annonce pas directement.
En Tanzanie s'adresser à quelqu'un sans saluer, par exemple demander l'heure sans commencer par un Habari yako? ou un Hujambo est considéré comme grossier, ne pas avoir de manières (adabu).

### Le swahili pour touristes
Ce swahili s'est développé dans les endroits touristiques comme le Nord de la Tanzanie ou certaines régions du Kenya. Dans les langues occidentales l'usage est de dire bonjour, good morning, une affirmation, et c'est ce bonjour qui a été traduit par Jambo!. Cela peut aller jusqu'à Jambo sana! (Problème très !), qui ne veut rien dire, suivi d'un hakuna matata qu'a popularisé Le roi lion.

### Une infinité de questions
Il est d'usage de se saluer à chaque fois que l'on se voit, et de varier les questions posées. Cela rejoint en français le "ça va ?" suivi plus tard de "ça va depuis tout à l'heure ?". Bien souvent le mot habari n'est pas mentionné et l'on n'entend que za leo? par exemple. Voici quelques-unes de ces questions :
| Habari                         | Traduction                         |
| ------------------------------ | ---------------------------------- |
| za leo?                        | d'aujourd'hui ?                    |
| za sasa hivi?                  | de maintenant ?                    |
| za tangu siku ile?             | depuis l'autre jour ?              |
| za tangu asubuhi?              | depuis ce matin ?                  |
| za nyumbani?                   | de chez toi ?                      |
| za jioni?                      | du soir ?                          |
| za siku mbili tatu zilizopita? | de ces deux trois derniers jours ? |
| za usiku?                      | de la nuit ?                       |

La variété des questions est en fait infinie, et certains locuteurs se complaisent à varier la question pour chaque personne rencontrée, en particulier en s'adressant à chaque personne d'un même groupe.

### La tendance actuelle
Il s'est développé une autre forme de salutations qui font nettement plus "branché". - Shwari? - Mambo?
Bahari shwari désigne une mer calme. Mambo est le pluriel de jambo, les affaires, les soucis. Kupoa signifie refroidir, comme Maji yamepoa l'eau a refroidi; nimesha poa, "j'ai refroidi" (de la fièvre) donc je suis guéri. Dans les salutations la réponse Poa! peut être traduite par Cool!
- Mambo? - Poa. Ça gaze ? Cool !

### Les marques de respect
Il n'y a pas de vouvoiement en swahili. Le respect est indiqué dans la salutation, "shikamoo" qui vient de l'expression nashika mguu (wako), je (te) prends le pied. Ceci est vraisemblablement né des coutumes apportées par les Indiens, quand l'on voit dans les films indiens un futur gendre se jeter au pied de son beau-père et lui saisir le pied. La réponse est d'origine arabe, maharaba, bienvenue. Dans de nombreuses ethnies l'usage est qu'un jeune fasse une génuflexion, même légère, en saluant un aîné ou surtout en lui donnant un objet comme une coupe d'eau. Si l'usage tend à disparaître la salutation shikamoo elle est toujours vivace.
Une autre marque de respect est d'employer le subjonctif au lieu de l'impératif : ukae hapa (que tu t'asseyes là) et non kaa hapa (assieds-toi là).

### Dire au revoir
L'expression Kwa heri, qui vient de l'arabe, est assez formelle. On se sépare le plus souvent sur un Haya, ou sur Kesho (demain), ou encore Tutaonana (on se reverra) :
- Haya kesho bwana. (Allez à demain mon vieux).
Au téléphone la tendance depuis deux ou trois ans[Quand ?] est de répondre Oya! remplaçant le Hello hérité des Anglais.

## Du swahili au français et vice-versa
Les emprunts du français au swahili sont très rares :
- bwana, « mari », « homme », « maître », « patron » ;
- hakuna matata, « il n'y a pas de problème » est une expression connue du grand public francophone. Elle n'est employée qu'au Kenya et dans les régions touristiques de Tanzanie. Elle a été popularisée par le film le Roi lion[38] et n'est pas un emprunt à proprement parler même si elle fait partie de la culture populaire. L'expression équivalente en Tanzanie est matatizo hamna, le mot ennui étant mis en exergue par sa place en première position dans l'expression.
- pilipili le piment, de l'arabe filfil ou felfel (فلفل). Il désigne dans certains pays d'Afrique le piment macéré dans de l'huile, (en général un bec d'oiseau)[pas clair]. On pourrait avancer l'autre hypothèse que le kiswahili et le français ont tous les deux emprunté à l'arabe et que ce n'est donc pas un emprunt du français au kiswahili.
- safari (venant originellement de l'arabe safara سفر), « voyage ». Safari désigne tout voyage en swahili, pas seulement les safaris de chasse ou de photos.
- le mot shamba,ma- viendrait du français champ. A noter que le mot mshamba,wa- a l'exacte nuance de plouc.

La lexicologie du swahili montre que les emprunts au français sont très rares également. Le swahili de l'Est de la République du Congo préfère intégrer directement les mots français dans des phrases. Ce ne sont alors plus des emprunts.
Nous pouvons citer des mots comme madam (probablement via l'anglais) et faranga (Classes 9/10, même forme au singulier et au pluriel) qui signifie « argent, monnaie » et vient de « francs ». Le mot sawa, peut-être dérivé de « ça va », souvent employé comme interjection phatique[réf. nécessaire]. Une autre étymologie pour sawa qui signifie « égal » au sens général ou mathématique en kiswahili, et par extension « d'accord » dans le sens d'une harmonie ou égalité des points de vue, est cependant l'arabe sawâ, égal.

## Dérision
Il est possible d'interpréter phonétiquement le mot « swahili » comme sawa hila, ce qui signifie littéralement « pareil à de la ruse »

## Œuvres populaires en swahili
Les deux chansons les plus populaires chantées en swahili (et parfois utilisées pour apprendre le swahili) sont Malaïka (interprétée notamment par Myriam Makeba) et Jambo Bwana (interprétée notamment par le groupe Boney M.). La première chanson signifie « ange » et la seconde « Bonjour monsieur ». Hakuna matata (« il n'y a pas de problème »), une des paroles issues de la chanson Jambo Bwana, a été popularisée à l'échelle du monde par Le Roi lion de Disney.

Afric Simone interprete Ramaya en swahili. 
La première bande dessinée traduite en swahili est La Plus Belle Histoire, le premier album de la collection Belles Histoires et Belles Vies.
La musique du générique d'introduction du jeu vidéo Civilization IV est issue d'un chant swahili, Baba Yetu (qui est la traduction du "Notre-Père" en langue Swahili).
L'expression swahili "kiroho maono" qui signifie "vision spirituelle" a inspiré le genre vidéo-ludique des Kiro'o Tales (les contes du kiro'o). Le jeu-vidéo "Aurion : Legacy of the Kori-Odan" est un modèle du genre.
Le swahili est utilisé dans la deuxième saison de la série Quantico de American Broadcasting Company, ou encore par la rappeuse Sho Madjozi.
Le swahili est quelquefois utilisé dans des films ou des romans pour faire couleur locale. Il s'agit souvent de traduction mot à mot d'une langue européenne, sans aucune connaissance de la pensée swahili. On peut citer Anthony Burgess dans son roman Les puissances des ténèbres qui relate ainsi quelques échanges en swahili entre le narrateur et un autochtone, mais le dialogue est nettement pensé en anglais et traduit mot à mot. L'auteur récidive quelques chapitres plus loin avec le malais. Le film Congo fait confronter les héros à des militaires dans un aéroport en Afrique : le lieutenant aboie un Chukueni bunduki zenu, traduction littérale de ce qui apparaît en sous-titre Take your guns. Le swahili comme le français emploie le singulier dans ce cas, ce serait Prenez votre fusil. Kuchukua signifie prendre mais avec un demi-sourire un locuteur pourrait demander pour le mettre où. Le verbe à utiliser serait kushika, saisir. Enfin un locuteur dirait probablement Jitayarishe bunduki, soit Prépare-toi (avec ton) fusil, le pluriel ou la conjonction avec (na) étant évidents.
On trouve quelques mots de swahili dans une aventure de Spirou et Fantasio, de Franquin, Le gorille a bonne mine, chez Dupuis. Kimya! Nyamazeni! Makelele! expressions destinées à faire taire les terribles guerriers. Les héros approchent du Kilmamkali, montagne aux airs de Kilimanjaro, mais Kilimakikali aurait été plus approprié. Le chef enjoint aux héros de frapper et de tuer les gorilles, Pigeni! Fisheni!. Là encore le pluriel d'un subjonctif aurait été plus approprié, Mpige! Mfishe!, s'adressant ainsi aux deux héros à la fois et non à chacun en particulier.